# Bộ Chính trị Ban Chấp hành Trung ương Đảng Cộng sản Việt Nam
Bộ Chính trị Ban Chấp hành Trung ương Đảng Cộng sản Việt Nam, thường gọi tắt là Bộ Chính trị, là cơ quan lãnh đạo và kiểm tra việc thực hiện nghị quyết Đại hội Đại biểu toàn quốc, nghị quyết của Ban Chấp hành Trung ương; quyết định những vấn đề về chủ trương, chính sách, tổ chức, cán bộ; quyết định triệu tập và chuẩn bị nội dung các kỳ họp của Ban Chấp hành Trung ương; báo cáo công việc đã yêu cầu của Ban Chấp hành Trung ương.
Do Bộ Chính trị là cơ quan thường trực của Ban Chấp hành Trung ương, những vấn đề cấp bách, đột xuất thuộc trách nhiệm của Ban chấp hành Trung ương nhưng chưa kịp họp thì tập thể Bộ Chính trị bàn bạc quyết định và báo cáo lại Ban Chấp hành Trung ương ở kỳ họp gần nhất.
Các thành viên trong Bộ Chính trị do Ban Chấp hành Trung ương bầu ra. Bộ Chính trị gồm các ủy viên chính thức.
Trong lĩnh vực nhân sự, Bộ Chính trị có quyền quyết định hay giới thiệu nhân sự cho các chức vụ quan trọng trong bộ máy Đảng, Nhà nước và các đoàn thể, không kể các chức danh do Ban Chấp hành Trung ương hay Ban Bí thư quyết định theo phân cấp.
Các phiên họp của Bộ Chính trị đều là họp kín, biểu quyết theo nguyên tắc của Đảng. Các thành viên Ban Bí thư không phải Ủy viên Bộ Chính trị được tham dự các phiên họp Bộ Chính trị đối với các vấn đề liên quan Ban Bí thư nhưng họ không tham gia biểu quyết.
Những năm gần đây các phiên họp của Bộ Chính trị một số phiên họp đã công khai (tương tự các phiên họp của Ban Bí thư cũng vậy). Trước đây thì chỉ có một số (rất hiếm) phiên họp đặc biệt quan trọng có ghi hình quay phim để làm tư liệu cho các sự kiện lịch sử lớn, còn hầu hết là kín. Họp Trung ương Đảng thì có phiên khai mạc và phiên bế mạc công khai phần phát biểu của Tổng Bí thư, còn lại là họp kín (trước nữa là họp kín trừ một vài hội nghị chụp ảnh làm tư liệu), nhưng những năm gần đây có thông báo tóm tắt về mỗi phiên họp cuối ngày và có thể công khai một vài buổi khác. Đại hội Đảng trước đây công khai họp chính thức, không công khai họp trù bị, nhưng vài đại hội gần đây có thay đổi.

## Thành viên

### Số lượng
Số ủy viên trong Bộ Chính trị không nhất định nên có thể thay đổi. Vì nội quy thay đổi không được công bố nên quyết định số ủy viên được xem là quyết định kín.
Bộ Chính trị có 13 thành viên vào năm 1976 khi thành lập nước Cộng hòa Xã hội chủ nghĩa Việt Nam. Đến năm 2016 thì tăng lên thành 19. Năm 2021 có 18 ủy viên.

### Cơ cấu
Trong số ủy viên Bộ Chính trị, Ban Chấp hành Trung ương bầu ra Tổng Bí thư. Trước đây Ban Chấp hành Trung ương còn bầu ra chức Chủ tịch Ban Chấp hành Trung ương Đảng, nhưng hiện nay không còn chức vụ này nữa, người giữ chức vụ này duy nhất là Hồ Chí Minh. Ngoài ra, một ủy viên Bộ Chính trị đảm nhận chức danh Thường trực Ban Bí thư.
Theo cơ cấu trong Đảng, các Uỷ viên Bộ Chính trị thường giữ tất cả những cương vị chủ chốt trong bộ máy Nhà nước: Chủ tịch nước, Thủ tướng Chính phủ, Chủ tịch Quốc hội, Phó Thủ tướng thường trực Chính phủ, Bộ trưởng Bộ Quốc phòng, Phó Chủ tịch thường trực Quốc hội, Bộ trưởng Bộ Công an.
Các Uỷ viên Bộ Chính trị khác thường giữ những cương vị chủ chốt của bộ máy Đảng: Trưởng ban Tổ chức Trung ương (đảm nhiệm công tác tổ chức, cán bộ), Bí thư Thành ủy Hà Nội, Bí thư Thành ủy TP. Hồ Chí Minh, Ngoài ra Chủ nhiệm Ủy ban Kiểm tra Trung ương (kiểm tra tổ chức đảng, tư cách đảng viên), Chủ nhiệm Tổng cục Chính trị Quân đội nhân dân Việt Nam, Trưởng Ban Chính sách, Chiến lược Trung ương, Trưởng Ban Tuyên giáo và Dân vận Trung ương, Phó Thủ tướng kiêm Bộ trưởng Bộ Ngoại giao cũng xuất hiện khá thường xuyên trong Bộ Chính trị.
Hiện nay, các ủy viên Bộ Chính trị giữ các cương vị Tổng Bí thư, Chủ tịch nước, Thủ tướng, Chủ tịch Quốc hội được gọi là các lãnh đạo chủ chốt của Đảng và Nhà nước. Các Ủy viên Bộ Chính trị này được gọi là các Ủy viên Bộ Chính trị phụ trách chung, để phân biệt với các Ủy viên Bộ Chính trị phụ trách lĩnh vực. Quyền hạn của Ủy viên Bộ Chính trị (cũng như quyền hạn Ủy viên Trung ương Đảng, Ủy viên Ban Bí thư) được quy định trong văn bản quy chế của Đảng. Các Ủy viên Bộ Chính trị giữ các cương vị Chủ tịch nước, Thủ tướng, Chủ tịch Quốc hội có quy định riêng. Quyền hạn của Tổng Bí thư và Thường trực Ban Bí thư được quy định riêng.
Tổng Bí thư là người đứng đầu toàn Đảng, là cấp trên của Bí thư cấp ủy, tổ chức đảng, là người đứng đầu Ban Chấp hành Trung ương, Bộ Chính trị, Ban Bí thư, là Trưởng Ban Chỉ đạo Trung ương về phòng, chống tham nhũng, lãng phí, tiêu cực và thay mặt Ban Chấp hành Trung ương chủ trì công việc ba cơ quan quan trọng nhất trong hệ thống tổ chức của Đảng: Ban Chấp hành Trung ương, Bộ Chính trị và Ban Bí thư, đồng thời là Bí thư Quân ủy Trung ương, là lãnh đạo tối cao của Quân đội nhân dân Việt Nam, là chức vụ cao nhất trong hệ thống chính trị Việt Nam.
Chủ tịch nước là Nguyên thủ quốc gia, thay mặt nước Việt Nam về đối nội và đối ngoại, kiêm Trưởng Ban Chỉ đạo Cải cách tư pháp Trung ương, đồng thời là Chủ tịch Hội đồng Quốc phòng và an ninh.
Thủ tướng Chính phủ là người đứng đầu Chính phủ Việt Nam, kiêm Bí thư Đảng ủy Chính phủ, đồng thời là Phó Chủ tịch Hội đồng Quốc phòng và An ninh.
Chủ tịch Quốc hội là người đứng đầu Quốc hội và Ủy ban Thường vụ Quốc hội, kiêm Bí thư Đảng ủy Quốc hội, đồng thời là Ủy viên Hội đồng Quốc phòng và An ninh.
Thường trực Ban Bí thư có nhiệm vụ phụ trách, chủ trì công việc hàng ngày của Ban Bí thư, kiêm Bí thư Đảng ủy các cơ quan đảng Trung ương, thay mặt Tổng Bí thư khi Tổng Bí thư vắng mặt, tạm thời thay thế Tổng Bí thư chủ trì, chỉ đạo các công vụ của Ban Chấp hành Trung ương nếu chức danh Tổng Bí thư bị khuyết cho tới khi Hội nghị Trung ương Đảng gần nhất nhóm họp và bầu ra Tổng Bí thư mới.
Phó Thủ tướng Thường trực Chính phủ là một chức danh đặc biệt, có thể trở thành Quyền Thủ tướng khi Thủ tướng tạm thời không thể tiếp tục công việc, từ chức hoặc qua đời cho đến khi Quốc hội bầu Thủ tướng mới.
Bộ trưởng Bộ Quốc phòng kiêm Phó Bí thư Quân ủy Trung ương, Ủy viên Hội đồng Quốc phòng và an ninh.
Bộ trưởng Bộ Công an kiêm Bí thư Đảng ủy Công an Trung ương, đồng thời là Ủy viên Hội đồng Quốc phòng và an ninh.
Phó Thủ tướng kiêm Bộ trưởng Bộ Ngoại giao kiêm giữ chức Bí thư Ban Cán sự Đảng Bộ Ngoại giao. 
Phó Chủ tịch Thường trực Quốc hội là một chức danh đặc biệt, có thể trở thành Quyền Chủ tịch Quốc hội khi Chủ tịch Quốc hội tạm thời không thể tiếp tục công việc, từ chức hoặc qua đời cho đến khi Quốc hội bầu Chủ tịch Quốc hội mới.
Trưởng Ban Tổ chức Trung ương
Các Trưởng Ban Trung ương của Đảng là những người đứng đầu các cơ quan tham mưu, giúp việc khác của Ban Chấp hành Trung ương Đảng. Một số Trưởng Ban sau thường là Ủy viên Bộ Chính trị: Chủ nhiệm Ủy ban Kiểm tra Trung ương, Trưởng Ban Tuyên giáo và Dân vận Trung ương, Ban Chính sách, Chiến lược Trung ương.
Bí thư Thành ủy Hà Nội là chức vụ đứng đầu thành ủy Hà Nội, phụ trách các tỉnh, thành ủy khu vực từ Huế trở ra Bắc.
Bí thư Thành ủy Thành phố Hồ Chí Minh là chức vụ đứng đầu thành ủy Thành phố Hồ Chí Minh, phụ trách các tỉnh, thành ủy khu vực từ Đà Nẵng trở vào Nam
Chủ nhiệm Tổng cục Chính trị Quân đội nhân dân Việt Nam đảm nhiệm công tác Đảng, công tác chính trị trong toàn quân. Là vị trí cũng có thể được bầu vào Bộ Chính trị.
Các chức danh này có nhiệm vụ theo Hiến pháp (chịu sự lãnh đạo của các cơ quan Đảng), quyền hạn do Ban Chấp hành Trung ương giao theo quy chế và phân công công tác của Bộ Chính trị.
Các chức danh Chủ tịch nước, Thủ tướng, Chủ tịch Quốc hội thường không kiêm nhiệm trong Ban Bí thư (thiết chế quyết định một số vấn đề quan trọng và giám sát bộ máy Nhà nước).
Theo quy định hiện hành thì Tổng Bí thư do Ban Chấp hành Trung ương bầu trong số các ủy viên Bộ Chính trị. Các chức danh Chủ tịch nước, Thủ tướng, Chủ tịch Quốc hội là các ủy viên Bộ Chính trị, do Ban Chấp hành Trung ương đề cử, Quốc hội phê chuẩn. Thường trực Ban Bí thư do Bộ Chính trị phân công.
Theo quy định của Đảng năm 2011, đối với các chức danh thuộc Nhà nước và các đoàn thể cấp trung ương, Ban Chấp hành Trung ương giới thiệu 3 chức danh: Chủ tịch nước, Chủ tịch Quốc hội, Thủ tướng Chính phủ để Quốc hội bầu; "tham gia ý kiến" về nhân sự Phó Chủ tịch nước, Phó Chủ tịch Quốc hội, Phó Thủ tướng Chính phủ, Chánh án Toà án Nhân dân tối cao, Viện trưởng Viện Kiểm sát nhân dân tối cao, Chủ tịch Hội đồng Dân tộc, Chủ nhiệm các Ủy ban của Quốc hội và các thành viên Chính phủ. Trong khi Bộ Chính trị giới thiệu các chức danh thuộc diện Bộ Chính trị quản lý để Chính phủ trình Quốc hội bầu hoặc phê chuẩn, Mặt trận Tổ quốc và các đoàn thể chính trị - xã hội bầu. Ban Bí thư giới thiệu các chức danh thuộc diện Ban Bí thư quản lý để Chủ tịch nước, Thủ tướng Chính phủ bổ nhiệm; Quốc hội, Mặt trận Tổ quốc và các đoàn thể chính trị - xã hội bầu.
Cán bộ thuộc diện Bộ Chính trị quản lý hầu hết là ủy viên trung ương trở lên, còn cán bộ Ban Bí thư quản lý thường dưới một cấp hoặc thủ trưởng thuộc cơ quan, tổ chức ít quan trọng hơn. Do nhiều cán bộ đảm nhiệm nhiều cương vị nên nhiều cán bộ vừa thuộc Bộ Chính trị vừa thuộc Ban Bí thư quản lý.
Điều lệ Đảng sửa đổi, bổ sung năm 2011 ngoài có quy định mới về quyền hạn của Ban Chấp hành trung ương, cũng quy định về Quân ủy Trung ương, phân định rạch ròi quyền Quân ủy Trung ương (do Tổng Bí thư đứng đầu), với cơ quan Nhà nước (Hội đồng Quốc phòng và an ninh - do Chủ tịch nước đứng đầu) trong lĩnh vực quốc phòng. Theo quy định hiện nay nhân sự Quân ủy Trung ương và Đảng ủy Công an Trung ương gồm một số cán bộ trong ngành và ngoài ngành do Bộ Chính trị chỉ định. Điều lệ cũng quy định rõ Tổng Bí thư và Bí thư cấp ủy đảng địa phương đứng đầu Đảng ủy quân sự cùng cấp, thể hiện sự lãnh đạo trực tiếp, tuyệt đối của Đảng đối với quân đội.
Các tổ chức đảng quan trọng như Đảng bộ Quốc hội, Đảng bộ Chính phủ, Quân ủy Trung ương, Đảng ủy công an Trung ương, Đảng bộ Mặt trận Tổ quốc Việt Nam, các tổ chức đoàn thể, Đảng bộ Tòa án nhân dân tối cao, Đảng bộ Viện Kiểm sát nhân dân tối cao,...và một số tổ chức đảng quan trọng khác do Bộ Chính trị, Ban Bí thư quản lý. Bí thư và các thành viên Đảng bộ Quốc hội, Đảng bộ Chính phủ do Bộ Chính trị chỉ định, Bí thư và các thành viên Đảng bộ Mặt trận, Tòa án, Viện Kiểm sát tối cao, các bộ ngành do Ban Bí thư chỉ định.

## Tiêu chuẩn Ủy viên Bộ Chính trị
Căn cứ theo Quy định số 214-QĐ/TW 2020 của Bộ Chính trị về tiêu chuẩn chức danh, tiêu chí đánh giá cán bộ thuộc diện Ban Chấp hành Trung ương, Bộ Chính trị, Ban Bí thư quản lý thì Ủy viên Bộ Chính trị phải có những tiêu chuẩn sau:

### Tiêu chuẩn chung
1. Về chính trị tư tưởng
Tuyệt đối trung thành với lợi ích của quốc gia - dân tộc, của Đảng và nhân dân; cố gắng hết khả năng của mình để bảo vệ toàn vẹn lãnh thổ; kiên định chủ nghĩa Mác - Lênin, tư tưởng Hồ Chí Minh, mục tiêu lý tưởng về độc lập dân tộc và chủ nghĩa xã hội. Có lập trường, quan điểm, bản lĩnh chính trị vững vàng để bảo vệ Hiến pháp và pháp luật của Nhà nước; bảo vệ Cương lĩnh, đường lối của Đảng và phản bác những luận điệu xuyên tạc của các thế lực thù địch, tổ chức phản động, phần tử cơ hội và bất mãn chính trị. Có tinh thần yêu nước nồng nàn, sâu sắc; luôn đặt lợi ích quốc gia - dân tộc, của Đảng, nhân dân trên lợi ích của ngành, địa phương, cơ quan và cá nhân; sẵn sàng hy sinh vì sự nghiệp cách mạng của Đảng, vì độc lập, tự do của Tổ quốc, vì hạnh phúc của nhân dân. Tuyệt đối chấp hành sự phân công của tổ chức, yên tâm công tác. Giữ nghiêm kỷ luật phát ngôn theo đúng nguyên tắc, quy định của Đảng.
2. Về đạo đức, lối sống
Mẫu mực về phẩm chất đạo đức; sống trung thực, khiêm tốn, chân thành, trong sáng, giản dị, bao dung; cần, kiệm, liêm chính, chí công vô tư. Tuyệt đối không tham vọng quyền lực; có nhiệt huyết và trách nhiệm cao với công việc; là trung tâm đoàn kết, gương mẫu về mọi mặt. Không tham nhũng, cơ hội, vụ lợi và kiên quyết đấu tranh ngăn chặn, đẩy lùi sự suy thoái về tư tưởng chính trị, đạo đức, lối sống, những biểu hiện "tự diễn biến", "tự chuyển hóa" trong nội bộ; chỉ đạo quyết liệt chống tệ quan liêu, tham nhũng, tiêu cực, lãng phí, cửa quyền và lợi ích nhóm; tuyệt đối không để người thân, người quen lợi dụng chức vụ, quyền hạn của mình để trục lợi. Thực hiện nghiêm các nguyên tắc tổ chức, kỷ luật của Đảng, nhất là nguyên tắc tập trung dân chủ, tự phê bình và phê bình; công khai, minh bạch, khách quan, dân chủ trong công tác cán bộ.
3. Về trình độ
Tốt nghiệp đại học trở lên; lý luận chính trị cử nhân hoặc cao cấp; quản lý nhà nước ngạch chuyên viên cao cấp; ngoại ngữ cử nhân hoặc trình độ B trở lên; trình độ tin học phù hợp.
4. Về năng lực và uy tín
Có tư duy đổi mới, tầm nhìn chiến lược; phương pháp làm việc khoa học; nhạy bén chính trị; có năng lực cụ thể hóa và lãnh đạo, chỉ đạo, tổ chức thực hiện có hiệu quả các chủ trương, đường lối của Đảng, chính sách, pháp luật của Nhà nước; có năng lực tổng kết thực tiễn, phát triển lý luận; có khả năng phân tích và dự báo tốt. Nắm chắc tình hình chung và hiểu biết sâu sắc về lĩnh vực, địa bàn, địa phương, cơ quan, đơn vị được phân công. Kịp thời phát hiện những mâu thuẫn, thách thức, thời cơ, vận hội, vấn đề mới, vấn đề khó, hạn chế, yếu kém trong thực tiễn; chủ động đề xuất những nhiệm vụ giải pháp có tính khả thi và hiệu quả. Năng động, sáng tạo, cần cù, chịu khó, dám nghĩ, dám làm, dám chịu trách nhiệm; có quyết tâm chính trị cao, dám đương đầu với khó khăn, thách thức; nói đi đôi với làm; gắn bó mật thiết với nhân dân và vì nhân dân phục vụ. Là hạt nhân quy tụ và phát huy sức mạnh tổng hợp của hệ thống chính trị; được cán bộ, đảng viên, quần chúng nhân dân tin tưởng, tín nhiệm cao.
5. Sức khỏe, độ tuổi và kinh nghiệm
Đủ sức khỏe để thực hiện nhiệm vụ; bảo đảm tuổi bổ nhiệm (Theo quy định của Đảng, độ tuổi trước khi bổ nhiệm không quá 65 tuổi, trường hợp đặc biệt quá 65 tuổi do Ban Chấp hành Trung ương quyết định), giới thiệu ứng cử theo quy định của Đảng. Đã kinh qua và hoàn thành tốt chức trách, nhiệm vụ của chức danh lãnh đạo, quản lý chủ chốt cấp dưới trực tiếp; có nhiều kinh nghiệm thực tiễn.

### Tiêu chuẩn cụ thể
- Thật sự tiêu biểu, mẫu mực của Ban Chấp hành Trung ương về bản lĩnh chính trị, phẩm chất đạo đức, trí tuệ, ý chí chiến đấu, năng lực lãnh đạo, quản lý, ý thức tổ chức kỷ luật; không bị chi phối bởi sự can thiệp, sức ép bên ngoài và lợi ích nhóm.
- Hiểu biết sâu rộng tình hình đất nước, khu vực và thế giới; nhạy cảm về chính trị, nhạy bén về kinh tế, am hiểu sâu sắc về xã hội. Có ý thức, trách nhiệm cao, tham gia đóng góp, hoạch định đường lối, chính sách và phát hiện, đề xuất những vấn đề thực tiễn đặt ra để Ban Chấp hành Trung ương, Bộ Chính trị, Ban Bí thư thảo luận, quyết định.
- Đã tham gia Ban Chấp hành Trung ương trọn một nhiệm kỳ trở lên; đã kinh qua và hoàn thành xuất sắc nhiệm vụ ở các chức vụ lãnh đạo chủ chốt cấp tỉnh (bí thư tỉnh ủy, thành ủy; chủ tịch hội đồng nhân dân, chủ tịch ủy ban nhân dân tỉnh, thành phố) hoặc trưởng ban các ban, bộ, ngành, Mặt trận Tổ quốc, tổ chức chính trị - xã hội ở Trung ương. Trường hợp Ủy viên Bộ Chính trị, Ban Bí thư công tác trong Quân đội thì phải kinh qua chủ trì cấp Quân khu.[5]

## Cán bộ thuộc diện quản lý của Bộ Chính trị
Theo Phụ lục 1 Quy định 105-QĐ/TW 2017 của Ban Chấp hành Trung ương Đảng Cộng sản Việt Nam về phân cấp quản lý cán bộ và bổ nhiệm, giới thiệu cán bộ ứng cử thì Bộ Chính trị BCH Trung ương ĐCSVN không chỉ có quyền quyết định các chức danh trong Đảng Cộng sản Việt Nam (đảng ủy cấp dưới) mà còn quyết định các chức danh bên ngoài hệ thống Đảng Cộng sản, cụ thể quyết định:

### Nội bộ Đảng Cộng sản

#### Các cơ quan Trung ương
1. Ủy viên Bộ Chính trị; Ủy viên Ban Bí thư; Ủy viên Ban Chấp hành Trung ương Đảng.
2. Trưởng các ban chỉ đạo do Bộ Chính trị thành lập.
3. Thành viên Đảng bộ Quốc hội, Đảng bộ Chính phủ.
4. Chủ nhiệm, Phó Chủ nhiệm Ủy ban Kiểm tra Trung ương; trưởng các ban của Trung ương Đảng; Chánh Văn phòng Trung ương Đảng
5. Tổng Biên tập Báo Nhân Dân; Tổng Biên tập Tạp chí Cộng sản.
6. Chủ tịch Hội đồng Lý luận Trung ương

#### Các tỉnh, thành phố và đảng ủy khối trực thuộc Trung ương
1. Bí thư tỉnh ủy, thành ủy, đảng ủy khối trực thuộc Trung ương.

#### Quân đội, Công an
1. Ủy viên Quân ủy Trung ương, Ủy viên Đảng ủy Công an Trung ương.
2. Chủ nhiệm Tổng cục Chính trị Quân đội nhân dân Việt Nam.

### Bên ngoài Đảng Cộng sản

#### Các cơ quan Trung ương
1. Phó Chủ tịch nước; Phó Chủ tịch Quốc hội; Phó Thủ tướng Chính phủ.
2. Ủy viên Hội đồng Quốc phòng - An ninh.
3. Ủy viên Hội đồng Bầu cử Quốc gia.
4. Giám đốc Học viện Chính trị Quốc gia Hồ Chí Minh.
5. Ủy viên Ủy ban Thường vụ Quốc hội; Chủ tịch Hội đồng dân tộc; Chủ nhiệm các Ủy ban của Quốc hội; Tổng thư ký Quốc hội - Chủ nhiệm Văn phòng Quốc hội.
6. Chánh án Tòa án nhân dân tối cao; Viện trưởng Viện Kiểm sát nhân dân tối cao; Tổng Kiểm toán Nhà nước.
7. Chủ nhiệm Văn phòng Chủ tịch nước.
8. Bộ trưởng, thủ trưởng cơ quan ngang bộ; Chủ tịch Viện Hàn lâm Khoa học và Công nghệ Việt Nam; Chủ tịch Viện Hàn lâm Khoa học xã hội Việt Nam.
9. Chủ tịch, Phó Chủ tịch - Tổng Thư ký Ủy ban Trung ương Mặt trận Tổ quốc Việt Nam; Chủ tịch Tổng Liên đoàn Lao động Việt Nam; Chủ tịch Hội Liên hiệp Phụ nữ Việt Nam; Chủ tịch Hội Nông dân Việt Nam; Chủ tịch Hội Cựu chiến binh Việt Nam; Bí thư thứ nhất Trung ương Đoàn Thanh niên Cộng sản Hồ Chí Minh.

#### Các tỉnh, thành phố trực thuộc Trung ương
1. Chủ tịch Hội đồng nhân dân, Chủ tịch Ủy ban nhân dân thành phố Hà Nội, Thành phố Hồ Chí Minh.

#### Quân đội, Công an
1. Tổng Tham mưu trưởng Quân đội nhân dân Việt Nam.

Bộ Chính trị xem xét, quyết định việc phong hoặc thăng quân hàm đối với các sĩ quan quân đội, công an giữ chức vụ trên và phong hoặc thăng quân hàm Đại tướng, Thượng tướng, Đô đốc Hải quân cho các sĩ quan giữ chức vụ thấp hơn.

## Lịch sử

### Ban Thường vụ Trung ương Đảng 1930 - 1951
Cơ cấu tổ chức Bộ Chính trị xuất hiện từ Đại hội II của Đảng Cộng sản Việt Nam (lúc đó là Đảng Lao động Việt Nam) họp năm 1951. Tiền thân của nó là Ban Thường vụ Trung ương.
Ban Thường vụ Trung ương đầu tiên xuất hiện từ sau Hội nghị thành lập đảng, thành lập Ban Chấp hành Trung ương lâm thời có Trịnh Đình Cửu (Phụ trách Ban Chấp hành Trung ương Lâm thời Đảng Cộng sản Việt Nam) và Trần Văn Lan, Nguyễn Hới.
Ban Thường vụ Trung ương chính thức sau Hội nghị lần thứ 1 (tháng 10 năm 1930) gồm Trần Phú, Ngô Đức Trì, Nguyễn Trọng Nhã.
Ban Thường vụ Trung ương do Đại hội I (1935) bầu ra có năm người: Lê Hồng Phong, Đinh Thanh, Hoàng Đình Giong, Ngô Tuân, Nguyễn Văn Dựt. Tại các Hội nghị Trung ương năm 1936, 1937, 1938, 1939 và 1940 điều chỉnh, bổ sung nhân sự Ban Thường vụ Trung ương. Hội nghị TW tháng 10 năm 1937 bầu Ban Thường vụ gồm: Hà Huy Tập, Lê Hồng Phong, Nguyễn Văn Cừ, Nguyễn Chí Diểu, Võ Văn Tần. Hội nghị TW tháng 3 năm 1938 bầu Ban Thường vụ có cơ cấu như cũ: Nguyễn Văn Cừ, Hà Huy Tập, Võ Văn Tần, Nguyễn Chí Diểu, Lê Hồng Phong. Các hội nghị năm 1939 bổ sung Lê Duẩn, và năm 1940 cơ cấu gồm Trường Chinh, Hoàng Văn Thụ, Hoàng Quốc Việt.
Ban Thường vụ Trung ương được bầu ra tại Hội nghị Ban Chấp hành Trung ương Đảng Cộng sản Đông Dương lần thứ 8, khóa I (họp từ ngày 10 đến ngày 19 tháng 5 năm 1941), gồm Trường Chinh, Hoàng Văn Thụ và Hoàng Quốc Việt, đứng đầu là Tổng Bí thư Trường Chinh.
Sau Cách mạng Tháng Tám 1945, Ban Thường vụ Trung ương gồm Hồ Chí Minh, Trường Chinh, Võ Nguyên Giáp, Lê Đức Thọ, Hoàng Quốc Việt, sau bổ sung thêm Nguyễn Lương Bằng.

### Ban Thường vụ Bộ Chính trị 1996 - 2001
Đại hội VIII của Đảng Cộng sản Việt Nam họp vào năm 1996 bỏ cơ cấu Ban Bí thư và tạo ra cơ cấu Thường vụ Bộ Chính trị. Mô hình tổ chức này chỉ tồn tại trong 5 năm, đến Đại hội IX (năm 2001) thì bị bãi bỏ, trở lại mô hình Ban Bí thư.
Bộ Chính trị bầu ra số thành viên thường trực, tạo thành Ban Thường vụ Bộ Chính trị. Thường vụ Bộ Chính trị thay mặt Bộ Chính trị lãnh đạo và kiểm tra việc thực hiện các nghị quyết của đảng; chuẩn bị các vấn đề trình Bộ Chính trị xem xét, quyết định; chỉ đạo thực hiện các chủ trương về kinh tế - xã hội, quốc phòng, an ninh, đối ngoại, công tác đảng, công tác cán bộ, công tác quần chúng; giải quyết công việc hàng ngày của Đảng.
Thường trực Bộ chính trị (1 người) có vai trò tương tự Thường trực Ban Bí thư ở các khóa khác, thay mặt Tổng Bí thư khi cần.
Ban Thường vụ Bộ Chính trị được bầu ra tại Đại hội VIII gồm 5 người: Đỗ Mười, Lê Đức Anh, Võ Văn Kiệt, Lê Khả Phiêu, Nguyễn Tấn Dũng, Thường trực Bộ chính trị: Lê Khả Phiêu.
Hội nghị lần thứ 4 khoá VIII họp từ ngày 22 đến 29/12/1997 đã bầu ra Ban Thường vụ Bộ Chính trị mới gồm: Lê Khả Phiêu, Nông Đức Mạnh, Trần Đức Lương, Phan Văn Khải, Phạm Thế Duyệt. Thường trực Bộ chính trị: Phạm Thế Duyệt, Nguyễn Phú Trọng (tham gia Thường trực Bộ Chính trị từ tháng 8 năm 1999).
Về cơ bản quyền hạn, nhiệm vụ của Thường vụ Bộ Chính trị giống với Ban Bí thư các khóa trước và sau này, nhưng thể hiện sự tập trung quyền lực và cũng có một số khác biệt nhỏ. Khác với Ban Bí thư hiện có nhiệm vụ quan trọng là cơ quan chỉ đạo hoặc kiểm tra việc chuẩn bị các vấn đề đưa ra Bộ Chính trị, Thường vụ Bộ Chính trị chuẩn bị các vấn đề trình Bộ Chính trị, tuy nhiên theo phân cấp quản lý cán bộ hiện nay, thì Ban Bí thư đã được mở rộng quyền quản lý tới cấp Thứ trưởng, Phó Bí thư, Chủ tịch HĐND và UBND cấp tỉnh, Phó Chủ tịch HĐND và UBND hai thành phố Hà Nội và TP. HCM.

## Tổ chức
Các ban chỉ đạo trung ương trực thuộc Bộ Chính trị bao gồm:
- Ban Chỉ đạo Cải cách tư pháp
- Ban Chỉ đạo về phòng, chống tham nhũng, lãng phí, tiêu cực

## Danh sách cụ thể

### Đại hội Đảng toàn quốc lần thứ XIII
| Bộ Chính trị Ban Chấp hành Trung ương Đảng Cộng sản Việt Nam | Bộ Chính trị Ban Chấp hành Trung ương Đảng Cộng sản Việt Nam | Bộ Chính trị Ban Chấp hành Trung ương Đảng Cộng sản Việt Nam | Bộ Chính trị Ban Chấp hành Trung ương Đảng Cộng sản Việt Nam | Bộ Chính trị Ban Chấp hành Trung ương Đảng Cộng sản Việt Nam                                              | Bộ Chính trị Ban Chấp hành Trung ương Đảng Cộng sản Việt Nam |
| Đại hội XIII (2021)                                          | Đại hội XIII (2021)                                          | Đại hội XIII (2021)                                          | Đại hội XIII (2021) | Đại hội XIII (2021)                                                                                       | Đại hội XIII (2021) |
| STT                                                          | Hình ảnh                                                     | Họ và tên                                                    | Chức vụ Đảng | Chức vụ Nhà nước, Đoàn thể                                                                                | Ghi chú |
| Đương nhiệm                                                  | Đương nhiệm                                                  | Đương nhiệm                                                  | Đương nhiệm | Đương nhiệm                                                                                               | Đương nhiệm |
| ------------------------------------------------------------ | ------------------------------------------------------------ | ------------------------------------------------------------ | --- | --- | --- |
| 1                                                            |                                                              | Đại tướng Tô Lâm (1957-)                                     | - Tổng Bí thư Ban Chấp hành Trung ương Đảng (từ 3/8/2024) - Bí thư Quân uỷ Trung ương - Ủy viên Thường vụ Đảng uỷ Công an Trung ương - Trưởng Ban Chỉ đạo Trung ương về Phòng, chống tham nhũng, lãng phí, tiêu cực - Trưởng Ban Chỉ đạo Trung ương về Phát triển khoa học công nghệ, đổi mới sáng tạo và chuyển đổi số quốc gia | | |
| 2                                                            |                                                              | Đại tướng Lương Cường (1957-)                                | - Ủy viên Thường vụ Quân ủy Trung ương - Ủy viên Thường vụ Đảng ủy Công an Trung ương - Trưởng Ban Chỉ đạo Cải cách Tư pháp Trung ương | - Chủ tịch nước (từ 21/10/2024) - Chủ tịch Hội đồng Quốc phòng và An ninh                                 | |
| 3                                                            |                                                              | Phạm Minh Chính (1958-)                                      | - Bí thư Đảng ủy Chính phủ - Ủy viên Thường vụ Quân ủy Trung ương - Ủy viên Thường vụ Đảng ủy Công an Trung ương | - Thủ tướng Chính phủ - Phó Chủ tịch Hội đồng Quốc phòng và An ninh                                       | |
| 4                                                            |                                                              | Trần Thanh Mẫn (1962-)                                       | - Bí thư Đảng ủy Quốc hội | - Chủ tịch Quốc hội (từ 20/5/2024) - Ủy viên Hội đồng Quốc phòng và An ninh                               | |
| 5                                                            |                                                              | Trần Cẩm Tú (1961-)                                          | - Thường trực Ban Bí thư (từ 25/10/2024) - Bí thư Đảng uỷ các cơ quan Đảng Trung ương - Phó Trưởng Ban Chỉ đạo Trung ương về Phòng, chống tham nhũng, tiêu cực | | |
| 6                                                            |                                                              | Đại tướng Phan Văn Giang (1960-)                             | - Phó Bí thư Quân uỷ Trung ương | - Bộ trưởng Bộ Quốc phòng - Ủy viên Hội đồng Quốc phòng và An ninh                                        | |
| 7                                                            |                                                              | Phan Đình Trạc (1958-)                                       | - Bí thư Trung ương Đảng - Trưởng Ban Nội chính Trung ương - Phó Trưởng ban thường trực Ban Chỉ đạo Trung ương về Phòng, chống tham nhũng, tiêu cực - Phó Trưởng ban thường trực Ban Chỉ đạo Cải cách Tư pháp Trung ương | | |
| 8                                                            |                                                              | Nguyễn Văn Nên (1957-)                                       | - Bí thư Thành uỷ Thành phố Hồ Chí Minh | | |
| 9                                                            |                                                              | Nguyễn Hòa Bình (1958-)                                      | - Phó Bí thư Đảng uỷ Chính phủ - Uỷ viên Ban Chỉ đạo Trung ương về Phòng, chống tham nhũng, tiêu cực - Uỷ viên Ban Chỉ đạo cải cách Tư pháp Trung ương | - Phó Thủ tướng Thường trực Chính phủ (từ 28/8/2024)                                                      | |
| 10                                                           |                                                              | Nguyễn Xuân Thắng (1957-)                                    | - Chủ tịch Hội đồng Lí luận Trung ương | - Giám đốc Học viện Chính trị Quốc gia Hồ Chí Minh                                                        | |
| 11                                                           |                                                              | Lê Minh Hưng (1970-)                                         | - Bí thư Trung ương Đảng - Trưởng Ban Tổ chức Trung ương (từ 16/5/2024) - Phó Trưởng Ban Chỉ đạo Trung ương về Phòng, chống tham nhũng, tiêu cực | | Bầu bổ sung tại Hội nghị Trung ương 9 (16/5/2024) |
| 12                                                           |                                                              | Thượng tướng Nguyễn Trọng Nghĩa (1962-)                      | - Bí thư Trung ương Đảng - Trưởng ban Tuyên giáo và Dân vận Trung ương (từ 3/2/2025) | | Bầu bổ sung tại Hội nghị Trung ương 9 (16/5/2024) |
| 13                                                           |                                                              | Bùi Thị Minh Hoài (1965-)                                    | - Bí thư Thành uỷ Hà Nội (từ 17/7/2024) | Trưởng đoàn Đại biểu Quốc hội khóa XV Thành phố Hà Nội                                                    | Bầu bổ sung tại Hội nghị Trung ương 9 (16/5/2024) |
| 14                                                           |                                                              | Đỗ Văn Chiến (1962-)                                         | - Bí thư Trung ương Đảng - Bí thư Đảng uỷ Mặt trận Tổ quốc, các đoàn thể Trung ương | - Chủ tịch Ủy ban Trung ương Mặt trận Tổ quốc Việt Nam                                                    | Bầu bổ sung tại Hội nghị Trung ương 9 (16/5/2024) |
| 15                                                           |                                                              | Đại tướng Lương Tam Quang (1965-)                            | - Bí thư Đảng uỷ Công an Trung ương - Phó Trưởng Ban Chỉ đạo Trung ương về Phòng, chống tham nhũng, tiêu cực | - Bộ trưởng Bộ Công an (từ 6/6/2024) - Uỷ viên Hội đồng Quốc phòng và An ninh                             | Bầu bổ sung (16/8/2024) |
| 16                                                           |                                                              | Thượng tướng Nguyễn Duy Ngọc (1964-)                         | - Bí thư Trung ương Đảng - Chủ nhiệm Uỷ ban Kiểm tra Trung ương (từ 23/1/2025) | | Bầu bổ sung (23/1/2025) |
| Đã qua đời                                                   |                                                              |                                                              | | | |
| 1                                                            |                                                              | Nguyễn Phú Trọng (1944-2024)                                 | - Tổng Bí thư Ban Chấp hành Trung ương Đảng - Bí thư Quân ủy Trung ương - Ủy viên Thường vụ Đảng ủy Công an Trung ương - Trưởng ban Chỉ đạo Trung ương về Phòng, chống tham nhũng, tiêu cực | - Chủ tịch nước (đến 04/2021) - Chủ tịch Hội đồng Quốc phòng và An ninh (đến 04/2021)                     | Mất khi đang tại nhiệm ngày 19/07/2024 |
| Đã thôi chức                                                 |                                                              |                                                              | | | |
| 1                                                            |                                                              | Nguyễn Xuân Phúc (1954-)                                     | - Ủy viên Thường vụ Quân ủy Trung ương - Ủy viên Thường vụ Đảng ủy Công an Trung ương - Trưởng ban Chỉ đạo Cải cách Tư pháp Trung ương | - Chủ tịch nước (đến 18/01/2023) - Chủ tịch Hội đồng Quốc phòng và An ninh (đến 18/01/2023)               | Thôi tham gia Ban Chấp hành trung ương, thôi tham gia Bộ Chính trị từ ngày 17/1/2023 |
| 2                                                            |                                                              | Võ Văn Thưởng (1970-)                                        | - Ủy viên Thường vụ Quân ủy Trung ương - Ủy viên Thường vụ Đảng ủy Công an Trung ương - Trưởng ban Chỉ đạo Cải cách Tư pháp Trung ương - Thường trực Ban Bí thư (đến 06/03/2023) - Phó Trưởng ban Chỉ đạo Trung ương về Phòng, chống tham nhũng, tiêu cực (đến 06/03/2023)                                                       | - Chủ tịch nước (Từ 2/3/2023-21/3/2024) - Chủ tịch Hội đồng Quốc phòng và An ninh (Từ 2/3/2023-21/3/2024) | Thôi tham gia Ban Chấp hành trung ương, thôi tham gia Bộ Chính trị từ ngày 20/3/2024 |
| 3                                                            |                                                              | Vương Đình Huệ (1957-)                                       | - Bí thư Đảng đoàn Quốc hội (đến 02/05/2024) | - Chủ tịch Quốc hội (đến 02/05/2024) - Ủy viên Hội đồng Quốc phòng và An ninh                             | Thôi tham gia Ban Chấp hành trung ương, thôi tham gia Bộ Chính trị từ ngày 26/4/2024 |
| 4                                                            |                                                              | Phạm Bình Minh (1959-)                                       | - Phó Bí thư Ban Cán sự Đảng Chính phủ (đến 05/01/2023) | - Phó Thủ tướng thường trực Chính phủ (đến 05/01/2023)                                                    | Thôi tham gia Ban Chấp hành trung ương, thôi tham gia Bộ Chính trị từ ngày 30/12/2022 |
| 5                                                            |                                                              | Trần Tuấn Anh (1964-)                                        | - Trưởng ban Kinh tế Trung ương | | Thôi tham gia Ban Chấp hành trung ương, thôi tham gia Bộ Chính trị từ ngày 31/1/2024 |
| 6                                                            |                                                              | Trương Thị Mai (1958-)                                       | - Thường trực Ban Bí thư (từ 06/03/2023) - Bí thư Trung ương Đảng - Trưởng ban Tổ chức Trung ương - Phó Trưởng Ban Chỉ đạo Trung ương về Phòng, chống tham nhũng, tiêu cực | | Thôi tham gia Ban Chấp hành trung ương, thôi tham gia Bộ Chính trị từ ngày 16/5/2024 |
| 7                                                            |                                                              | Đinh Tiến Dũng (1961-)                                       | - Bí thư Thành ủy Hà Nội | - Trưởng đoàn Đại biểu Quốc hội khóa XV Thành phố Hà Nội                                                  | Thôi tham gia Ban Chấp hành, Ban Thường vụ Thành uỷ, thôi giữ chức Bí thư Thành uỷ Hà Nội nhiệm kỳ 2020 - 2025, Trưởng Đoàn đại biểu Quốc hội khoá XV thành phố Hà Nội từ ngày 20/6/2024 |

### Đại hội Đảng toàn quốc lần thứ XII
| Bộ Chính trị Ban Chấp hành Trung ương Đảng Cộng sản Việt Nam | Bộ Chính trị Ban Chấp hành Trung ương Đảng Cộng sản Việt Nam | Bộ Chính trị Ban Chấp hành Trung ương Đảng Cộng sản Việt Nam | Bộ Chính trị Ban Chấp hành Trung ương Đảng Cộng sản Việt Nam | Bộ Chính trị Ban Chấp hành Trung ương Đảng Cộng sản Việt Nam                                                                           | Bộ Chính trị Ban Chấp hành Trung ương Đảng Cộng sản Việt Nam                               |
| Đại hội XII (2016)                                           | Đại hội XII (2016)                                           | Đại hội XII (2016)                                           | Đại hội XII (2016) | Đại hội XII (2016) | Đại hội XII (2016)                                                                         |
| STT                                                          | Hình ảnh                                                     | Họ và tên                                                    | Chức vụ Đảng | Chức vụ Nhà nước, Đoàn thể | Ghi chú                                                                                    |
| ------------------------------------------------------------ | ------------------------------------------------------------ | ------------------------------------------------------------ | --- | --- | ------------------------------------------------------------------------------------------ |
| 1                                                            |                                                              | Nguyễn Phú Trọng (1944-2024)                                 | - Tổng Bí thư Ban Chấp hành Trung ương Đảng Cộng sản Việt Nam - Bí thư Quân ủy Trung ương - Ủy viên Thường vụ Đảng ủy Công an Trung ương - Trưởng ban Ban Chỉ đạo Trung ương về phòng, chống tham nhũng - Trưởng ban Ban Chỉ đạo Cải cách Tư pháp Trung ương (từ 23/10/2018) | - Chủ tịch nước (từ 10/2018) - Chủ tịch Hội đồng Quốc phòng và An ninh Việt Nam (từ 10/2018)                                           |                                                                                            |
| 2                                                            |                                                              | Trần Đại Quang (1956-2018)                                   | - Ủy viên Thường vụ Quân ủy Trung ương (đến 9/2018) - Ủy viên Thường vụ Đảng ủy Công an Trung ương (đến 9/2018) - Trưởng ban Ban Chỉ đạo Cải cách Tư pháp Trung ương (đến 9/2018)                                                                                            | - Chủ tịch nước (đến 9/2018) - Chủ tịch Hội đồng Quốc phòng và An ninh Việt Nam (đến 9/2018)                                           | - Trưa ngày 21/9/2018, được xác nhận là đã qua đời tại bệnh viện vì lý do bệnh hiểm nghèo. |
| 3                                                            |                                                              | Nguyễn Xuân Phúc (1954-)                                     | - Bí thư Ban Cán sự Đảng Chính phủ - Ủy viên Thường vụ Đảng ủy Công an Trung ương | - Thủ tướng Chính phủ - Phó Chủ tịch Hội đồng Quốc phòng và An ninh Việt Nam                                                           |                                                                                            |
| 4                                                            |                                                              | Nguyễn Thị Kim Ngân (1954-)                                  | - Bí thư Đảng đoàn Quốc hội | - Chủ tịch Quốc hội - Ủy viên Hội đồng Quốc phòng và An ninh                                                                           |                                                                                            |
| 5                                                            |                                                              | Đinh Thế Huynh (1953-)                                       | - Thường trực Ban Bí thư (đến 3/2018) - Phó Trưởng ban Chỉ đạo Trung ương về phòng, chống tham nhũng (đến 3/2018) - Chủ tịch Hội đồng Lý luận Trung ương (đến 3/2018) | | - Nghỉ chữa bệnh từ 08/2017                                                                |
| 6                                                            |                                                              | Nguyễn Thiện Nhân (1953-)                                    | - Bí thư Thành ủy TP Hồ Chí Minh (5/2017 đến 10/2020), Phụ trách theo dõi Thành ủy TP. Hồ Chí Minh (từ 10/2020) | - Chủ tịch Ủy ban Trung ương Mặt trận Tổ quốc Việt Nam (đến tháng 5/2017) - Trưởng đoàn Đại biểu Quốc hội TP. Hồ Chí Minh (từ 5/2017). |                                                                                            |
| 7                                                            |                                                              | Ngô Xuân Lịch (1954-)                                        | - Phó Bí thư Quân ủy Trung ương | - Bộ trưởng Bộ Quốc phòng - Ủy viên Hội đồng Quốc phòng và An ninh                                                                     |                                                                                            |
| 8                                                            |                                                              | Tòng Thị Phóng (1954-)                                       | - Phó Bí thư Đảng đoàn Quốc hội | - Phó Chủ tịch Thường trực Quốc hội |                                                                                            |
| 9                                                            |                                                              | Phạm Minh Chính (1958-)                                      | - Bí thư Trung ương Đảng - Trưởng Ban Tổ chức Trung ương Đảng | |                                                                                            |
| 10                                                           |                                                              | Trương Hòa Bình (1955-)                                      | - Phó Bí thư Ban Cán sự Đảng Chính phủ - Phó Trưởng ban Ban Chỉ đạo Trung ương về phòng, chống tham nhũng - Phó Trưởng ban Ban Chỉ đạo Cải cách Tư pháp Trung ương | - Phó Thủ tướng Thường trực Chính phủ                                                                                                  |                                                                                            |
| 11                                                           |                                                              | Trần Quốc Vượng (1953-)                                      | - Chủ nhiệm Ủy ban Kiểm tra Trung ương (tới tháng 3/2018) - Phó Trưởng ban Ban Chỉ đạo Trung ương về phòng, chống tham nhũng - Thường trực Ban Bí thư (từ 3/2018) | |                                                                                            |
| 12                                                           |                                                              | Vương Đình Huệ (1957-)                                       | - Bí thư Thành ủy Thành phố Hà Nội (từ 2/2020) | - Phó Thủ tướng Chính phủ (đến 06/2020) - Trưởng Đoàn Đại biểu Quốc hội TP. Hà Nội.                                                    |                                                                                            |
| 13                                                           | không khung                                                  | Tô Lâm (1957-)                                               | - Bí thư Đảng ủy Công an Trung ương - Phó Trưởng ban Ban Chỉ đạo Trung ương về phòng, chống tham nhũng - Uỷ viên Ban Chỉ đạo Cải cách Tư pháp Trung ương | - Bộ trưởng Bộ Công an - Ủy viên Hội đồng Quốc phòng và An ninh                                                                        |                                                                                            |
| 14                                                           |                                                              | Phạm Bình Minh (1959-)                                       | - Bí thư Ban Cán sự Đảng Bộ Ngoại giao | - Phó Thủ tướng Chính phủ - Bộ trưởng Bộ Ngoại giao                                                                                    |                                                                                            |
| 15                                                           |                                                              | Võ Văn Thưởng (1970-)                                        | - Bí thư Trung ương Đảng - Trưởng Ban Tuyên giáo Trung ương | |                                                                                            |
| 16                                                           |                                                              | Trương Thị Mai (1958-)                                       | - Bí thư Trung ương Đảng - Trưởng Ban Dân vận Trung ương | - Ủy viên Đoàn Chủ tịch Ủy ban Trung ương Mặt trận Tổ quốc Việt Nam                                                                    |                                                                                            |
| 17                                                           |                                                              | Nguyễn Văn Bình (1961-)                                      | - Bí thư Trung ương Đảng - Trưởng Ban Kinh tế Trung ương | | - Kỷ luật Cảnh cáo (Ngày 06 tháng 11 năm 2020)                                             |
| 18                                                           |                                                              | Hoàng Trung Hải (1959-)                                      | - Bí thư Thành ủy Hà Nội (đến 2/2020), Phó Trưởng bộ phận Thường trực chuyên trách Tiểu ban văn kiện Đại hội 13 của Đảng (từ tháng 2/2020) | | - Kỷ luật cảnh cáo (Ngày 10 tháng 1 năm 2020)                                              |
| 19                                                           |                                                              | Đinh La Thăng (1960-)                                        | - Bí thư Thành ủy Thành phố Hồ Chí Minh (đến 5/2017) | | - Bị kỷ luật, cách chức Ủy viên Bộ Chính trị từ 5/2017                                     |

### Đại hội Đảng toàn quốc lần thứ XI
| Bộ Chính trị Ban Chấp hành Trung ương Đảng Cộng sản Việt Nam | Bộ Chính trị Ban Chấp hành Trung ương Đảng Cộng sản Việt Nam | Bộ Chính trị Ban Chấp hành Trung ương Đảng Cộng sản Việt Nam | Bộ Chính trị Ban Chấp hành Trung ương Đảng Cộng sản Việt Nam | Bộ Chính trị Ban Chấp hành Trung ương Đảng Cộng sản Việt Nam                                                                      | Bộ Chính trị Ban Chấp hành Trung ương Đảng Cộng sản Việt Nam |
| Đại hội XI (2011)                                            | Đại hội XI (2011)                                            | Đại hội XI (2011)                                            | Đại hội XI (2011) | Đại hội XI (2011) | Đại hội XI (2011)                                            |
| Thứ tự                                                       | Hình ảnh                                                     | Họ và tên                                                    | Chức vụ Đảng | Chức vụ Nhà nước | Ghi chú                                                      |
| ------------------------------------------------------------ | ------------------------------------------------------------ | ------------------------------------------------------------ | --- | --- | ------------------------------------------------------------ |
| 1                                                            |                                                              | Nguyễn Phú Trọng (1944-2024)                                 | - Tổng Bí thư Ban Chấp hành Trung ương Đảng Cộng sản Việt Nam - Bí thư Quân ủy Trung ương, - Trưởng ban Chỉ đạo Trung ương về phòng, chống tham nhũng                                                      | |                                                              |
| 2                                                            |                                                              | Trương Tấn Sang (1949-)                                      | - Ủy viên Ban Thường vụ Quân ủy Trung ương, - Ủy viên Thường vụ Đảng ủy Công an Trung ương - Trưởng ban Chỉ đạo Cải cách tư pháp Trung ương                                                                | - Chủ tịch nước CHXHCN Việt Nam - Chủ tịch Hội đồng Quốc phòng và An ninh Việt Nam                                                |                                                              |
| 3                                                            |                                                              | Nguyễn Tấn Dũng (1949-)                                      | - Ủy viên Ban Thường vụ Quân ủy Trung ương, - Ủy viên Thường vụ Đảng ủy Công an Trung ương - Bí thư Ban Cán sự Đảng Chính phủ - Trưởng ban Chỉ đạo sơ kết 5 năm thực hiện Nghị quyết Trung ương 6 (khóa X) | - Thủ tướng Chính phủ - Phó Chủ tịch Hội đồng Quốc phòng và An ninh Việt Nam, - Trưởng ban Chỉ đạo Cải cách hành chính Trung ương |                                                              |
| 4                                                            |                                                              | Nguyễn Sinh Hùng (1946-)                                     | - Bí thư Đảng Đoàn Quốc hội - Trưởng ban Chỉ đạo sơ kết 5 năm thực hiện Nghị quyết Trung ương 7 (khóa X)                                                                                                   | - Chủ tịch Quốc hội - Ủy viên Hội đồng Quốc phòng và An ninh                                                                      |                                                              |
| 5                                                            |                                                              | Lê Hồng Anh (1949-)                                          | - Thường trực Ban Bí thư Trung ương Đảng - Phó Trưởng ban Chỉ đạo Trung ương về phòng, chống tham nhũng | |                                                              |
| 6                                                            |                                                              | Phùng Quang Thanh (1949-2021)                                | - Phó Bí thư Quân ủy Trung ương | - Bộ trưởng Bộ Quốc phòng - Ủy viên Hội đồng Quốc phòng và An ninh                                                                |                                                              |
| 7                                                            |                                                              | Lê Thanh Hải (1950-)                                         | - Bí thư Thành ủy Thành phố Hồ Chí Minh | | Bị cách mọi chức vụ                                          |
| 8                                                            |                                                              | Tô Huy Rứa (1947-)                                           | - Bí thư Trung ương Đảng, - Trưởng Ban Tổ chức Trung ương Đảng | | Đại biểu Quốc hội khóa XIII                                  |
| 9                                                            |                                                              | Phạm Quang Nghị (1949-)                                      | - Bí thư Thành ủy Thành phố Hà Nội - Bí thư Đảng ủy Bộ Tư lệnh Thủ Đô Hà Nội | - Trưởng đoàn Đại biểu quốc hội Thành phố Hà Nội Khóa XIII                                                                        |                                                              |
| 10                                                           |                                                              | Trần Đại Quang (1956- 2018)                                  | - Bí thư Đảng ủy Công an Trung ương - Trưởng ban Chỉ đạo Tây Nguyên - Uỷ viên Ban Chỉ đạo Cải cách Tư pháp Trung ương                                                                                      | - Bộ trưởng Bộ Công an - Ủy viên Hội đồng Quốc phòng và An ninh                                                                   |                                                              |
| 11                                                           |                                                              | Tòng Thị Phóng (1954-)                                       | - Phó Bí thư Đảng đoàn Quốc hội | - Phó Chủ tịch Quốc hội |                                                              |
| 12                                                           |                                                              | Ngô Văn Dụ (1947-)                                           | - Bí thư Trung ương Đảng, - Chủ nhiệm Ủy ban Kiểm tra Trung ương - Phó Trưởng ban Chỉ đạo Trung ương về phòng, chống tham nhũng                                                                            | |                                                              |
| 13                                                           |                                                              | Đinh Thế Huynh (1953-)                                       | - Bí thư Trung ương Đảng, - Trưởng ban Tuyên giáo Trung ương - Chủ tịch Hội đồng Lý luận Trung ương | |                                                              |
| 14                                                           |                                                              | Nguyễn Xuân Phúc (1954-)                                     | - Phó Bí thư Ban Cán sự Đảng Chính phủ - Phó Trưởng ban Chỉ đạo Trung ương về phòng, chống tham nhũng, - Phó Trưởng ban Chỉ đạo Cải cách tư pháp Trung ương - Trưởng ban Chỉ đạo Tây Bắc                   | - Phó Thủ tướng Chính phủ |                                                              |
| 15                                                           |                                                              | Nguyễn Thị Kim Ngân (1954-)                                  | - Bí thư Trung ương Đảng (đến 5/2013) | - Phó Chủ tịch Quốc hội | Bầu bổ sung tại Hội nghị lần thứ 7 (11/5/2013)               |
| 16                                                           |                                                              | Nguyễn Thiện Nhân (1953-)                                    | - Bí thư Đảng đoàn Mặt trận Tổ quốc Việt Nam | - Chủ tịch Ủy ban Trung ương Mặt trận Tổ quốc Việt Nam                                                                            | Bầu bổ sung tại Hội nghị lần thứ 7 (11/5/2013)               |

### Đại hội Đảng toàn quốc lần thứ X
| Bộ Chính trị Ban Chấp hành Trung ương Đảng Cộng sản Việt Nam | Bộ Chính trị Ban Chấp hành Trung ương Đảng Cộng sản Việt Nam | Bộ Chính trị Ban Chấp hành Trung ương Đảng Cộng sản Việt Nam | Bộ Chính trị Ban Chấp hành Trung ương Đảng Cộng sản Việt Nam                                                 | Bộ Chính trị Ban Chấp hành Trung ương Đảng Cộng sản Việt Nam                                 | Bộ Chính trị Ban Chấp hành Trung ương Đảng Cộng sản Việt Nam                         |
| Đại hội X (2006)                                             | Đại hội X (2006)                                             | Đại hội X (2006)                                             | Đại hội X (2006)                                                                                             | Đại hội X (2006)                                                                             | Đại hội X (2006)                                                                     |
| Thứ tự                                                       | Hình ảnh                                                     | Tên                                                          | Chức vụ Đảng                                                                                                 | Chức vụ Nhà nước                                                                             | Ghi chú                                                                              |
| ------------------------------------------------------------ | ------------------------------------------------------------ | ------------------------------------------------------------ | --- | -------------------------------------------------------------------------------------------- | ------------------------------------------------------------------------------------ |
| 1                                                            |                                                              | Nông Đức Mạnh (1940-)                                        | - Tổng bí thư Ban chấp hành Trung ương Đảng - Bí thư Đảng uỷ Quân sự Trung ương                              |                                                                                              |                                                                                      |
| 2                                                            |                                                              | Nguyễn Minh Triết (1942-)                                    | | - Chủ tịch nước - Chủ tịch Hội đồng Quốc phòng và An ninh Việt Nam                           |                                                                                      |
| 3                                                            |                                                              | Nguyễn Tấn Dũng (1949-)                                      | - Bí thư Ban cán sự đảng Chính phủ                                                                           | - Thủ tướng Chính phủ - Phó Chủ tịch Hội đồng Quốc phòng và An ninh Việt Nam                 |                                                                                      |
| 4                                                            |                                                              | Nguyễn Phú Trọng (1944-2024)                                 | - Bí thư Đảng đoàn Quốc hội                                                                                  | - Chủ tịch Quốc hội                                                                          |                                                                                      |
| 5                                                            |                                                              | Trương Tấn Sang (1949-)                                      | - Thường trực Ban Bí thư Trung ương                                                                          |                                                                                              |                                                                                      |
| 6                                                            |                                                              | Đại tướng Lê Hồng Anh (1949-)                                | - Bí thư Đảng ủy Công an Trung ương                                                                          | - Bộ trưởng Bộ Công an - Ủy viên Hội đồng Quốc phòng và An ninh                              |                                                                                      |
| 7                                                            |                                                              | Phạm Gia Khiêm (1944-)                                       | | - Phó Thủ tướng Chính phủ - Bộ trưởng Bộ Ngoại giao - Ủy viên Hội đồng Quốc phòng và An ninh |                                                                                      |
| 8                                                            |                                                              | Phùng Quang Thanh (1949-2021)                                | - Phó bí thư Đảng uỷ Quân sự Trung ương                                                                      | - Bộ trưởng Bộ Quốc phòng - Ủy viên Hội đồng Quốc phòng và An ninh                           |                                                                                      |
| 9                                                            |                                                              | Trương Vĩnh Trọng (1942-2021)                                | - Bí thư Trung ương Đảng                                                                                     | - Phó Thủ tướng Chính phủ                                                                    |                                                                                      |
| 10                                                           |                                                              | Lê Thanh Hải (1950-)                                         | - Bí thư Thành ủy Thành phố Hồ Chí Minh                                                                      |                                                                                              |                                                                                      |
| 11                                                           |                                                              | Nguyễn Sinh Hùng (1946-)                                     | Phó Bí thư Ban cán sự Đảng Chính phủ                                                                         | - Phó Thủ tướng thường trực Chính phủ                                                        |                                                                                      |
| 12                                                           |                                                              | Nguyễn Văn Chi (1945-)                                       | - Bí thư Trung ương - Chủ nhiệm Ủy ban Kiểm tra Trung ương                                                   |                                                                                              |                                                                                      |
| 13                                                           |                                                              | Hồ Đức Việt (1947-2013)                                      | - Bí thư Trung ương - Trưởng Ban Tổ chức Trung ương                                                          |                                                                                              |                                                                                      |
| 14                                                           |                                                              | Phạm Quang Nghị (1949-)                                      | - Bí thư Thành ủy Thành phố Hà Nội - Bí thư Đảng ủy Bộ tư lệnh Thủ Đô Hà Nội                                 |                                                                                              | Cho thôi không tham gia Ban Bí thư Trung ương từ Hội nghị lần thứ 3 (24-27/6/2006) . |
| 15                                                           |                                                              | Tô Huy Rứa (1947-)                                           | - Bí thư Trung ương Đảng - Trưởng Ban Tuyên giáo Trung ương Đảng - Chủ tịch Hội đồng Lý luận Trung ương Đảng |                                                                                              | Bầu bổ sung tại Hội nghị lần thứ 9 (tháng 1/2009)                                    |

### Đại hội Đảng toàn quốc lần thứ IX
| Bộ Chính trị Ban Chấp hành Trung ương Đảng Cộng sản Việt Nam | Bộ Chính trị Ban Chấp hành Trung ương Đảng Cộng sản Việt Nam | Bộ Chính trị Ban Chấp hành Trung ương Đảng Cộng sản Việt Nam | Bộ Chính trị Ban Chấp hành Trung ương Đảng Cộng sản Việt Nam                       | Bộ Chính trị Ban Chấp hành Trung ương Đảng Cộng sản Việt Nam                                  | Bộ Chính trị Ban Chấp hành Trung ương Đảng Cộng sản Việt Nam |
| Đại hội IX (2001)                                            | Đại hội IX (2001)                                            | Đại hội IX (2001)                                            | Đại hội IX (2001)                                                                  | Đại hội IX (2001)                                                                             | Đại hội IX (2001)                                            |
| Thứ tự                                                       | Hình ảnh                                                     | Tên                                                          | Chức vụ Đảng                                                                       | Chức vụ Nhà nước                                                                              | Ghi chú                                                      |
| ------------------------------------------------------------ | ------------------------------------------------------------ | ------------------------------------------------------------ | ---------------------------------------------------------------------------------- | --------------------------------------------------------------------------------------------- | ------------------------------------------------------------ |
| 1                                                            |                                                              | Nông Đức Mạnh (1940-)                                        | - Tổng bí thư Ban chấp hành Trung ương Đảng - Bí thư Quân ủy Trung ương            |                                                                                               |                                                              |
| 2                                                            |                                                              | Trần Đức Lương (1937-2025)                                   |                                                                                    | - Chủ tịch nước - Chủ tịch Hội đồng Quốc phòng và An ninh Việt Nam                            |                                                              |
| 3                                                            |                                                              | Phan Văn Khải (1933-2018)                                    |                                                                                    | - Thủ tướng Chính phủ - Phó chủ tịch Hội đồng Quốc phòng và An ninh Việt Nam                  |                                                              |
| 4                                                            |                                                              | Nguyễn Văn An (1937-)                                        |                                                                                    | - Chủ tịch Quốc hội                                                                           |                                                              |
| 5                                                            |                                                              | Lê Minh Hương (1936-2004)                                    |                                                                                    | - Bộ trưởng Bộ Công an (đến năm 2002) - Ủy viên Hội đồng Quốc phòng và An ninh (đến năm 2002) | Mất năm 2004                                                 |
| 6                                                            |                                                              | Nguyễn Minh Triết (1942-)                                    | - Bí thư Thành ủy Thành phố Hồ Chí Minh                                            |                                                                                               |                                                              |
| 7                                                            |                                                              | Nguyễn Phú Trọng (1944-2024)                                 | - Bí thư Thành ủy Hà Nội                                                           |                                                                                               |                                                              |
| 8                                                            |                                                              | Trương Tấn Sang (1949-)                                      | - Trưởng ban Kinh tế Trung ương                                                    |                                                                                               |                                                              |
| 9                                                            |                                                              | Nguyễn Tấn Dũng (1949-)                                      |                                                                                    | - Phó Thủ tướng thường trực                                                                   |                                                              |
| 10                                                           |                                                              | Phạm Văn Trà (1935-)                                         | - Bộ trưởng Bộ Quốc phòng - Ủy viên Hội đồng Quốc phòng và An ninh                 |                                                                                               |                                                              |
| 11                                                           |                                                              | Phan Diễn (1937-)                                            | - Thường trực Ban Bí thư                                                           |                                                                                               |                                                              |
| 12                                                           |                                                              | Lê Hồng Anh (1949-)                                          | - Chủ nhiệm Ủy ban Kiểm tra Trung ương (đến cuối năm 2002)                         | - Bộ trưởng Bộ Công an (từ năm 2002) - Ủy viên Hội đồng Quốc phòng và An ninh (từ năm 2002)   |                                                              |
| 13                                                           |                                                              | Trần Đình Hoan (1939-2010)                                   | - Trưởng Ban Tổ chức Trung ương - Giám đốc Học viện Chính trị Quốc gia Hồ Chí Minh |                                                                                               |                                                              |
| 14                                                           |                                                              | Trương Quang Được (1940-2016)                                | - Trưởng ban Dân vận trung ương(đến 2002)                                          | - Phó chủ tịch Quốc hội (từ năm 2002)                                                         |                                                              |
| 15                                                           |                                                              | Nguyễn Khoa Điềm (1943-)                                     | - phụ trách tư tưởng, văn hóa và khoa giáo - Trưởng Ban Tư tưởng văn hóa           |                                                                                               |                                                              |

### Đại hội Đảng toàn quốc lần thứ VIII
| Bộ Chính trị Ban Chấp hành Trung ương Đảng Cộng sản Việt Nam | Bộ Chính trị Ban Chấp hành Trung ương Đảng Cộng sản Việt Nam | Bộ Chính trị Ban Chấp hành Trung ương Đảng Cộng sản Việt Nam | Bộ Chính trị Ban Chấp hành Trung ương Đảng Cộng sản Việt Nam                                                                                   | Bộ Chính trị Ban Chấp hành Trung ương Đảng Cộng sản Việt Nam                                      | Bộ Chính trị Ban Chấp hành Trung ương Đảng Cộng sản Việt Nam        |
| Đại hội VIII (1996)                                          | Đại hội VIII (1996)                                          | Đại hội VIII (1996)                                          | Đại hội VIII (1996) | Đại hội VIII (1996)                                                                               | Đại hội VIII (1996)                                                 |
| Thứ tự                                                       | Hình ảnh                                                     | Tên                                                          | Chức vụ Đảng | Chức vụ Nhà nước                                                                                  | Ghi chú                                                             |
| ------------------------------------------------------------ | ------------------------------------------------------------ | ------------------------------------------------------------ | --- | ------------------------------------------------------------------------------------------------- | ------------------------------------------------------------------- |
| 1                                                            |                                                              | Đỗ Mười (1917-2018)                                          | - Tổng bí thư (đến tháng 12 năm 1997) - Thường vụ Bộ Chính trị                                                                                 |                                                                                                   | Từ tháng 12 năm 1997 rút khỏi Bộ Chính trị                          |
| 2                                                            |                                                              | Lê Đức Anh (1920-2019)                                       | - Thường vụ Bộ Chính trị | - Chủ tịch nước (đến năm 1997) - Chủ tịch Hội đồng Quốc phòng và An ninh Việt Nam (đến năm 1997)  | Từ tháng 12 năm 1997 rút khỏi Bộ Chính trị                          |
| 3                                                            |                                                              | Võ Văn Kiệt (1922-2008)                                      | - Thường vụ Bộ Chính trị | - Thủ tướng Chính phủ (đến năm 1997) - Phó Chủ tịch Hội đồng Quốc phòng và An ninh (đến năm 1997) | Từ tháng 12 năm 1997 rút khỏi Bộ Chính trị                          |
| 4                                                            |                                                              | Nông Đức Mạnh (1940-)                                        | | - Chủ tịch Quốc hội                                                                               |                                                                     |
| 5                                                            |                                                              | Lê Khả Phiêu (1931-2020)                                     | - Trưởng ban bảo vệ chính trị nội bộ Trung ương - Thường trực Bộ Chính trị - từ tháng 12 năm 1997 là Tổng Bí thư Đảng - Thường vụ Bộ Chính trị | - Thượng tướng, Chủ nhiệm Tổng cục Chính trị Quân đội Nhân Dân Việt Nam                           |                                                                     |
| 6                                                            |                                                              | Nguyễn Mạnh Cầm (1929-)                                      | | - Phó Thủ tướng - Bộ trưởng Bộ Ngoại giao - Ủy viên Hội đồng Quốc phòng và An ninh                |                                                                     |
| 7                                                            |                                                              | Phan Văn Khải (1933-2018)                                    | | - Phó Thủ tướng thường trực                                                                       |                                                                     |
| 8                                                            |                                                              | Đại tướng Đoàn Khuê (1923-1999)                              | | - Bộ trưởng Bộ Quốc phòng (đến năm 1997)                                                          | Mất năm 1999                                                        |
| 9                                                            |                                                              | Nguyễn Đức Bình (1927-2019)                                  | - Chủ tịch Hội đồng Lý luận Trung ương - Giám đốc Học viện chính trị quốc gia Hồ Chí Minh                                                      |                                                                                                   |                                                                     |
| 10                                                           |                                                              | Nguyễn Văn An (1937-)                                        | - Trưởng Ban Tổ chức Trung ương |                                                                                                   |                                                                     |
| 11                                                           |                                                              | Đại tướng Phạm Văn Trà (1935-)                               | | - Bộ trưởng Bộ Quốc phòng (từ tháng 12 năm 1997)                                                  |                                                                     |
| 12                                                           |                                                              | Trần Đức Lương (1937-2025)                                   | | - Phó Thủ tướng                                                                                   |                                                                     |
| 13                                                           |                                                              | Nguyễn Thị Xuân Mỹ (1940-)                                   | - Chủ nhiệm Ủy ban Kiểm tra Trung ương |                                                                                                   |                                                                     |
| 14                                                           |                                                              | Trương Tấn Sang (1949-)                                      | - Bí thư Thành ủy Thành phố Hồ Chí Minh |                                                                                                   |                                                                     |
| 15                                                           |                                                              | Lê Xuân Tùng (1936-)                                         | - Bí thư Thành ủy Hà Nội - Từ năm 2000 là Trưởng Ban Khoa giáo Trung ương                                                                      |                                                                                                   |                                                                     |
| 16                                                           |                                                              | Thượng tướng Lê Minh Hương (1936-2004)                       | | - Bộ trưởng Bộ Công an - Ủy viên Hội đồng Quốc phòng và An ninh                                   |                                                                     |
| 17                                                           |                                                              | Nguyễn Đình Tứ (1932-1996)                                   | - Trưởng Ban Khoa giáo Trung ương |                                                                                                   | Mất trong thời gian Đại hội, trước khi công bố danh sách chính thức |
| 18                                                           |                                                              | Phạm Thế Duyệt (1936-)                                       | - Trưởng Ban dân vận Trung ương, sau là Thường vụ Thường trực Bộ Chính trị                                                                     |                                                                                                   |                                                                     |
| 19                                                           |                                                              | Nguyễn Tấn Dũng (1949-)                                      | - Trưởng ban Kinh tế Trung ương (1996-1997) - Thường vụ Bộ Chính trị (đến tháng 12 năm 1997)                                                   | - Phó thủ tướng thường trực Chính phủ (từ tháng 9 năm 1997)                                       |                                                                     |

#### Hội nghị Trung ương lần thứ 4
| Hội nghị Trung ương tháng 12 năm 1997 | Hội nghị Trung ương tháng 12 năm 1997 | Hội nghị Trung ương tháng 12 năm 1997  | Hội nghị Trung ương tháng 12 năm 1997 | Hội nghị Trung ương tháng 12 năm 1997                                        | Hội nghị Trung ương tháng 12 năm 1997 |
| Thứ tự                                | Hình ảnh                              | Tên                                    | Chức vụ Đảng | Chức vụ Nhà nước                                                             | Ghi chú                               |
| ------------------------------------- | ------------------------------------- | -------------------------------------- | --- | ---------------------------------------------------------------------------- | ------------------------------------- |
| 1                                     |                                       | Lê Khả Phiêu (1931-2020)               | - Tổng Bí thư Ban Chấp hành Trung ương Đảng Cộng sản Việt Nam - Uỷ Viên Ban Thường vụ Bộ Chính trị - Bí thư Đảng ủy quân sự trung ương             |                                                                              |                                       |
| 2                                     |                                       | Trần Đức Lương (1937-2025)             | - Uỷ viên Thường vụ Bộ Chính trị | - Chủ tịch nước - Chủ tịch Hội đồng Quốc phòng và An ninh Việt Nam           |                                       |
| 3                                     |                                       | Phan Văn Khải (1933-2018)              | - Uỷ viên Thường vụ Bộ Chính trị | - Thủ tướng Chính phủ - Phó Chủ tịch Hội đồng Quốc phòng và An ninh Việt Nam |                                       |
| 4                                     |                                       | Nông Đức Mạnh (1940-)                  | - Uỷ viên Thường vụ Bộ Chính trị | - Chủ tịch Quốc hội                                                          |                                       |
| 5                                     |                                       | Phạm Thế Duyệt (1936-)                 | - Thường vụ Thường trực Bộ Chính trị - từ năm 1999 kiêm Chủ tịch Ủy ban trung ương Mặt trận Tổ quốc Việt Nam                                       |                                                                              |                                       |
| 6                                     |                                       | Nguyễn Tấn Dũng (1949-)                | | - Phó Thủ tướng thường trực                                                  |                                       |
| 7                                     |                                       | Nguyễn Mạnh Cầm (1929-)                | | - Phó Thủ tướng                                                              |                                       |
| 8                                     |                                       | Nguyễn Phú Trọng (1944-2024)           | - Phụ trách công tác tư tưởng - văn hóa và khoa giáo - Bí thư Thành ủy Hà Nội (từ tháng 1 năm 2000)                                                |                                                                              | Bầu bổ sung                           |
| 9                                     |                                       | Đại tướng Đoàn Khuê (1923-1999)        | |                                                                              | Mất năm 1999                          |
| 10                                    |                                       | Nguyễn Đức Bình (1927-2019)            | - Chủ tịch Hội đồng Lý luận Trung ương |                                                                              |                                       |
| 11                                    |                                       | Nguyễn Văn An (1937-)                  | - Trưởng Ban Tổ chức Trung ương |                                                                              |                                       |
| 12                                    |                                       | Đại tướng Phạm Văn Trà (1935-)         | | - Bộ trưởng Bộ Quốc phòng                                                    |                                       |
| 13                                    |                                       | Nguyễn Minh Triết (1942-)              | - Trưởng Ban dân vận Trung ương(đến tháng 1 năm 2000) - Bí thư Thành ủy Thành phố Hồ Chí Minh (từ tháng 1 năm 2000)                                |                                                                              | Bầu bổ sung                           |
| 14                                    |                                       | Nguyễn Thị Xuân Mỹ (1940-)             | - Chủ nhiệm Ủy ban kiểm tra trung ương |                                                                              |                                       |
| 15                                    |                                       | Trương Tấn Sang (1949-)                | - Bí thư thành ủy Thành phố Hồ Chí Minh (đến tháng 1 năm 2000) - Trưởng ban kinh tế trung ương (từ tháng 1 năm 2000)                               |                                                                              |                                       |
| 16                                    |                                       | Lê Xuân Tùng (1936-)                   | - Bí thư thành ủy Hà Nội (từ tháng 1 năm 2000) - Trưởng ban khoa giáo trung ương, phụ trách công tác tư tưởng - văn hóa và khoa giáo (từ năm 2002) |                                                                              |                                       |
| 17                                    |                                       | Thượng tướng Lê Minh Hương (1936-2004) | | - Bộ trưởng Bộ Công an - Ủy viên Hội đồng Quốc phòng và An ninh              |                                       |
| 18                                    |                                       | Phan Diễn (1939-)                      | - Trưởng ban Kinh tế trung ương (đến thang 1 năm 2000) - Bí thư Thành ủy Đà Nẵng (từ tháng 1 năm 2000)                                             |                                                                              | Bầu bổ sung                           |
| 19                                    |                                       | Phạm Thanh Ngân (1939-)                | | - Chủ nhiệm Tổng cục chính trị                                               | Bầu bổ sung                           |

### Đại hội Đảng lần thứ VII
| Bộ Chính trị Ban Chấp hành Trung ương Đảng Cộng sản Việt Nam | Bộ Chính trị Ban Chấp hành Trung ương Đảng Cộng sản Việt Nam | Bộ Chính trị Ban Chấp hành Trung ương Đảng Cộng sản Việt Nam | Bộ Chính trị Ban Chấp hành Trung ương Đảng Cộng sản Việt Nam                                            | Bộ Chính trị Ban Chấp hành Trung ương Đảng Cộng sản Việt Nam | Bộ Chính trị Ban Chấp hành Trung ương Đảng Cộng sản Việt Nam                                                  |
| Đại hội VII (1991)                                           | Đại hội VII (1991)                                           | Đại hội VII (1991)                                           | Đại hội VII (1991)                                                                                      | Đại hội VII (1991)                                           | Đại hội VII (1991)                                                                                            |
| Thứ tự                                                       | Hình ảnh                                                     | Tên                                                          | Chức vụ Đảng                                                                                            | Chức vụ Nhà nước                                             | Ghi chú |
| ------------------------------------------------------------ | ------------------------------------------------------------ | ------------------------------------------------------------ | --- | ------------------------------------------------------------ | --- |
| 1                                                            |                                                              | Đỗ Mười (1917-2018)                                          | - Tổng bí thư                                                                                           |                                                              | |
| 2                                                            |                                                              | Lê Đức Anh (1920-2019)                                       | - Thường trực Bộ Chính trị, phụ trách quốc phòng, an ninh, đối ngoại                                    | - Chủ tịch nước (từ 1992)                                    | |
| 3                                                            |                                                              | Võ Văn Kiệt (1922-2008)                                      | | - Thủ tướng Chính phủ                                        | |
| 4                                                            |                                                              | Đào Duy Tùng (1924-1998)                                     | - Thường trực Ban Bí thư - từ năm 1994 là Thường trực Bộ Chính trị- Ban Bí thư                          |                                                              | |
| 5                                                            |                                                              | Nông Đức Mạnh (1940-)                                        | - Trưởng ban Dân tộc trung ương                                                                         | - Chủ tịch Quốc hội (từ năm 1992)                            | |
| 6                                                            |                                                              | Lê Khả Phiêu (1931-2020)                                     | | - Chủ nhiệm Tổng cục Chính trị                               | Bầu bổ sung từ Hội nghị Trung ương 6 tháng 11 năm 1993                                                        |
| 7                                                            |                                                              | Nguyễn Mạnh Cầm (1929-)                                      | | - Bộ trưởng Bộ Ngoại giao                                    | Bầu bổ sung từ Hội nghị Trung ương 6 tháng 11 năm 1993                                                        |
| 8                                                            |                                                              | Phan Văn Khải (1933-2018)                                    | | - Phó Thủ tướng thường trực                                  | |
| 9                                                            |                                                              | Đoàn Khuê (1923-1999)                                        | | - Bộ trưởng Bộ Quốc phòng                                    | |
| 10                                                           |                                                              | Nguyễn Đức Bình (1927-2019)                                  | - Phụ trách công tác tư tưởng - văn hoá và khoa giáo - Giám đốc Học viện Chính trị quốc gia Hồ Chí Minh |                                                              | |
| 11                                                           |                                                              | Vũ Oanh (1924-2022)                                          | - Phụ trách Dân vận và Mặt trận - Trưởng ban Dân vận trung ương                                         |                                                              | |
| 12                                                           |                                                              | Lê Phước Thọ (1927-2023)                                     | - Trưởng ban Tổ chức trung ương                                                                         |                                                              | |
| 13                                                           |                                                              | Bùi Thiện Ngộ (1929-2006)                                    | | - Bộ trưởng Bộ Nội vụ (từ năm 1994 đổi là Bộ Công an)        | |
| 14                                                           |                                                              | Võ Trần Chí (1927-2011)                                      | - Bí thư Thành ủy Thành phố Hồ Chí Minh                                                                 |                                                              | |
| 15                                                           |                                                              | Phạm Thế Duyệt (1936-)                                       | - Bí thư Thành ủy Hà Nội                                                                                |                                                              | |
| 16                                                           |                                                              | Nguyễn Hà Phan (1933-2019)                                   | - Trưởng ban Kinh tế Trung ương                                                                         | - Phó chủ tịch Quốc hội                                      | Bầu bổ sung từ Hội nghị Trung ương 6 tháng 11 năm 1993, giữ chức đến năm 1996. Năm 1996 bị khai trừ khỏi đảng |
| 17                                                           |                                                              | Đỗ Quang Thắng (1927-2009)                                   | - Chủ nhiệm Ủy ban kiểm tra trung ương                                                                  |                                                              | Bầu bổ sung từ Hội nghị Trung ương 6 tháng 11 năm 1993                                                        |

### Đại hội Đảng lần thứ VI
| Bộ Chính trị Ban Chấp hành Trung ương Đảng Cộng sản Việt Nam | Bộ Chính trị Ban Chấp hành Trung ương Đảng Cộng sản Việt Nam | Bộ Chính trị Ban Chấp hành Trung ương Đảng Cộng sản Việt Nam | Bộ Chính trị Ban Chấp hành Trung ương Đảng Cộng sản Việt Nam                                                                        | Bộ Chính trị Ban Chấp hành Trung ương Đảng Cộng sản Việt Nam | Bộ Chính trị Ban Chấp hành Trung ương Đảng Cộng sản Việt Nam |
| Đại hội VI (1986)                                            | Đại hội VI (1986)                                            | Đại hội VI (1986)                                            | Đại hội VI (1986) | Đại hội VI (1986)                                            | Đại hội VI (1986)                                            |
| Thứ tự                                                       | Hình ảnh                                                     | Tên                                                          | Chức vụ Đảng | Chức vụ Nhà nước                                             | Ghi chú                                                      |
| ------------------------------------------------------------ | ------------------------------------------------------------ | ------------------------------------------------------------ | --- | ------------------------------------------------------------ | ------------------------------------------------------------ |
| 1                                                            |                                                              | Nguyễn Văn Linh (1915-1998)                                  | - Tổng bí thư |                                                              |                                                              |
| 2                                                            |                                                              | Phạm Hùng (1912-1988)                                        | | - Chủ tịch Hội đồng Bộ trưởng (đến năm 1988)                 | Mất năm 1988                                                 |
| 3                                                            |                                                              | Võ Chí Công (1912-2011)                                      | | - Chủ tịch Hội đồng Nhà nước                                 |                                                              |
| 4                                                            |                                                              | Đỗ Mười (1917-2018)                                          | - Thường trực Ban Bí thư (đến năm 1988)                                                                                             | - Chủ tịch Hội đồng Bộ trưởng từ năm 1988                    |                                                              |
| 5                                                            |                                                              | Võ Văn Kiệt (1922-2008)                                      | | - Phó chủ tịch Hội đồng Bộ trưởng                            |                                                              |
| 6                                                            |                                                              | Nguyễn Cơ Thạch (1921-1998)                                  | | - Phó chủ tịch Hội đồng bộ trưởng - Bộ trưởng Bộ ngoại giao  |                                                              |
| 7                                                            |                                                              | Nguyễn Đức Tâm (1920-2010)                                   | - Trưởng ban tổ chức trung ương |                                                              |                                                              |
| 8                                                            |                                                              | Lê Đức Anh (1920-2019)                                       | | - Bộ trưởng Bộ Quốc phòng                                    |                                                              |
| 9                                                            |                                                              | Đồng Sĩ Nguyên (1923-2019)                                   | | - Phó chủ tịch Hội đồng bộ trưởng                            |                                                              |
| 10                                                           |                                                              | Trần Xuân Bách (1924-2006)                                   | - Phụ trách về đối ngoại kiêm Trưởng ban Đối ngoại Trung ương - sau Trưởng ban Tư tưởng Văn hóa TƯ, phụ trách nghiên cứu về lý luận |                                                              | Đến tháng 3 năm 1990                                         |
| 11                                                           |                                                              | Đoàn Khuê (1923-1999)                                        | | - Tổng tham mưu trưởng                                       |                                                              |
| 12                                                           |                                                              | Nguyễn Thanh Bình (1920-2008)                                | - Bí thư Thành ủy Hà Nội - Thường trực Ban Bí thư (từ năm 1988)                                                                     |                                                              |                                                              |
| 13                                                           |                                                              | Mai Chí Thọ (1922-2007)                                      | | - Bộ trưởng Bộ Nội vụ (nay là Bộ Công an)                    |                                                              |
| 14                                                           |                                                              | Đào Duy Tùng (1924-1998)                                     | - Trưởng ban tư tưởng văn hóa TW |                                                              | Ủy viên dự khuyết Ủy viên chính thức từ năm 1988             |

### Đại hội Đảng lần thứ V
| Bộ Chính trị Ban Chấp hành Trung ương Đảng Cộng sản Việt Nam | Bộ Chính trị Ban Chấp hành Trung ương Đảng Cộng sản Việt Nam | Bộ Chính trị Ban Chấp hành Trung ương Đảng Cộng sản Việt Nam | Bộ Chính trị Ban Chấp hành Trung ương Đảng Cộng sản Việt Nam                               | Bộ Chính trị Ban Chấp hành Trung ương Đảng Cộng sản Việt Nam    | Bộ Chính trị Ban Chấp hành Trung ương Đảng Cộng sản Việt Nam |
| Đại hội V (1982)                                             | Đại hội V (1982)                                             | Đại hội V (1982)                                             | Đại hội V (1982)                                                                           | Đại hội V (1982)                                                | Đại hội V (1982)                                             |
| Thứ tự                                                       | Hình ảnh                                                     | Tên                                                          | Chức vụ Đảng                                                                               | Chức vụ Nhà nước                                                | Ghi chú                                                      |
| ------------------------------------------------------------ | ------------------------------------------------------------ | ------------------------------------------------------------ | ------------------------------------------------------------------------------------------ | --------------------------------------------------------------- | ------------------------------------------------------------ |
| 1                                                            |                                                              | Lê Duẩn (1907-1986)                                          | - Tổng bí thư (đến tháng 7 năm 1986)                                                       |                                                                 | Mất tháng 7 năm 1986                                         |
| 2                                                            |                                                              | Trường Chinh (1907-1988)                                     | - Tổng bí thư (từ tháng 7 đến tháng 12 năm 1986)                                           | - Chủ tịch Hội đồng Nhà nước                                    |                                                              |
| 3                                                            |                                                              | Phạm Văn Đồng (1906-2000)                                    |                                                                                            | - Chủ tịch Hội đồng Bộ trưởng                                   |                                                              |
| 4                                                            |                                                              | Phạm Hùng (1912-1988)                                        |                                                                                            | - Phó chủ tịch Hội đồng bộ trưởng - Bộ trưởng Bộ Nội vụ         |                                                              |
| 5                                                            |                                                              | Lê Đức Thọ (1911-1990)                                       | - Thường trực kiêm trưởng ban chính trị đặc biệt - Phó chủ tịch Uỷ ban quốc phòng của Đảng |                                                                 |                                                              |
| 6                                                            |                                                              | Văn Tiến Dũng (1917-2002)                                    |                                                                                            | - Bộ trưởng Bộ quốc phòng                                       |                                                              |
| 7                                                            |                                                              | Võ Chí Công (1912-2011)                                      | - Thường trực Ban Bí thư                                                                   |                                                                 |                                                              |
| 8                                                            |                                                              | Chu Huy Mân (1913-2006)                                      |                                                                                            | - Phó chủ tịch Hội đồng Nhà nước - Chủ nhiệm Tổng cục chính trị |                                                              |
| 9                                                            |                                                              | Tố Hữu (1920-2002)                                           |                                                                                            | - Phó Chủ tịch Hội đồng Bộ trưởng                               |                                                              |
| 10                                                           |                                                              | Võ Văn Kiệt (1922-2008)                                      |                                                                                            | - Phó Chủ tịch Hội đồng Bộ trưởng                               |                                                              |
| 11                                                           |                                                              | Đỗ Mười (1917-2018)                                          |                                                                                            | - Phó Chủ tịch Hội đồng Bộ trưởng                               |                                                              |
| 12                                                           |                                                              | Lê Đức Anh (1920-2019)                                       |                                                                                            | - Thứ trưởng Bộ Quốc phòng                                      |                                                              |
| 13                                                           |                                                              | Nguyễn Đức Tâm (1920-2010)                                   | - Trưởng ban tổ chức trung ương                                                            |                                                                 |                                                              |
| 14                                                           |                                                              | Nguyễn Văn Linh (1915-1998)                                  | - Thường trực Ban Bí thư (từ tháng 6 năm 1986)                                             |                                                                 | Bầu bổ sung tháng 6 năm 1985                                 |
| 15                                                           |                                                              | Nguyễn Cơ Thạch (1921-1998)                                  |                                                                                            | - Bộ trưởng Bộ ngoại giao                                       | Ủy viên dự khuyết                                            |
| 16                                                           |                                                              | Đồng Sĩ Nguyên (1923-2019)                                   |                                                                                            | - Phó Chủ tịch Hội đồng Bộ trưởng                               | Ủy viên dự khuyết                                            |

### Đại hội Đảng lần thứ IV
| Bộ Chính trị Ban Chấp hành Trung ương Đảng Cộng sản Việt Nam | Bộ Chính trị Ban Chấp hành Trung ương Đảng Cộng sản Việt Nam | Bộ Chính trị Ban Chấp hành Trung ương Đảng Cộng sản Việt Nam                                                                  | Bộ Chính trị Ban Chấp hành Trung ương Đảng Cộng sản Việt Nam | Bộ Chính trị Ban Chấp hành Trung ương Đảng Cộng sản Việt Nam |
| Đại hội IV (1976)                                            | Đại hội IV (1976)                                            | Đại hội IV (1976) | Đại hội IV (1976)                                            | Đại hội IV (1976)                                            |
| Thứ tự                                                       | Tên                                                          | Chức vụ Đảng và Nhà nước | Chức vụ Nhà nước                                             | Ghi chú                                                      |
| ------------------------------------------------------------ | ------------------------------------------------------------ | --- | ------------------------------------------------------------ | ------------------------------------------------------------ |
| 1                                                            | Lê Duẩn                                                      | - Tổng bí thư |                                                              |                                                              |
| 2                                                            | Trường Chinh                                                 | | - Chủ tịch Ủy ban Thường vụ Quốc hội                         |                                                              |
| 3                                                            | Phạm Văn Đồng                                                | | - Thủ tướng                                                  |                                                              |
| 4                                                            | Phạm Hùng                                                    | | - Phó thủ tướng                                              |                                                              |
| 5                                                            | Lê Đức Thọ                                                   | - Trưởng ban tổ chức TW - Bí thư thường trực, phụ trách tổ chức                                                               |                                                              |                                                              |
| 6                                                            | Võ Nguyên Giáp                                               | | - Phó thủ tướng - Bộ trưởng Bộ quốc phòng                    |                                                              |
| 7                                                            | Nguyễn Duy Trinh                                             | | - Phó thủ tướng                                              |                                                              |
| 8                                                            | Lê Thanh Nghị                                                | - Thường trực Ban Bí thư (từ 1980)                                                                                            | - Phó thủ tướng                                              |                                                              |
| 9                                                            | Trần Quốc Hoàn                                               | | - Bộ trưởng Bộ Nội vụ                                        |                                                              |
| 10                                                           | Văn Tiến Dũng                                                | | - Tổng tham mưu trưởng, sau là Bộ trưởng Bộ quốc phòng       |                                                              |
| 11                                                           | Lê Văn Lương                                                 | - Bí thư thành ủy Hà Nội |                                                              |                                                              |
| 12                                                           | Nguyễn Văn Linh                                              | - Bí thư thành ủy thành phố Hồ chí Minh - Trưởng ban Cải tạo Xã hội Chủ nghĩa của Trung ương - Trưởng ban Dân vận Mặt trận TW |                                                              |                                                              |
| 13                                                           | Võ Chí Công                                                  | | - Phó thủ tướng                                              |                                                              |
| 14                                                           | Chu Huy Mân                                                  | | - Chủ nhiệm Tổng cục chính trị                               |                                                              |
| 15                                                           | Tố Hữu                                                       | - Trưởng ban tuyên giáo TW | - Phó thủ tướng (từ năm 1980)                                | Ủy viên dự khuyết Ủy viên chính thức từ năm 1980             |
| 16                                                           | Võ Văn Kiệt                                                  | - Bí thư Thành ủy Thành phố Hồ Chí Minh                                                                                       |                                                              | Ủy viên dự khuyết                                            |
| 17                                                           | Đỗ Mười                                                      | | - Phó Thủ tướng                                              | Ủy viên dự khuyết                                            |

### Đại hội Đảng lần thứ III
| Bộ Chính trị Ban Chấp hành Trung ương Đảng Cộng sản Việt Nam | Bộ Chính trị Ban Chấp hành Trung ương Đảng Cộng sản Việt Nam | Bộ Chính trị Ban Chấp hành Trung ương Đảng Cộng sản Việt Nam                                      | Bộ Chính trị Ban Chấp hành Trung ương Đảng Cộng sản Việt Nam      | Bộ Chính trị Ban Chấp hành Trung ương Đảng Cộng sản Việt Nam |
| Đại hội III (1960)                                           | Đại hội III (1960)                                           | Đại hội III (1960)                                                                                | Đại hội III (1960)                                                | Đại hội III (1960)                                           |
| Thứ tự                                                       | Tên                                                          | Chức vụ Đảng                                                                                      | Chức vụ Nhà nước                                                  | Ghi chú                                                      |
| ------------------------------------------------------------ | ------------------------------------------------------------ | ------------------------------------------------------------------------------------------------- | ----------------------------------------------------------------- | ------------------------------------------------------------ |
| 1                                                            | Hồ Chí Minh                                                  | - Chủ tịch Đảng                                                                                   | - Chủ tịch nước (đến năm 1969)                                    | Mất tháng 9 năm 1969                                         |
| 2                                                            | Lê Duẩn                                                      | - Bí thư thứ nhất Trung ương Đảng - Năm 1961 kiêm Trưởng ban Thống nhất TW                        |                                                                   |                                                              |
| 3                                                            | Trường Chinh                                                 | - Phụ trách công tác tư tưởng của Đảng                                                            | - Chủ tịch Ủy ban thường vụ Quốc hội, phụ trách công tác Quốc hội |                                                              |
| 4                                                            | Phạm Văn Đồng                                                |                                                                                                   | - Thủ tướng                                                       |                                                              |
| 5                                                            | Lê Đức Thọ                                                   | - Trưởng ban tổ chức trung ương (đến 1973) - Trưởng ban miền Nam của TW từ 1973                   |                                                                   |                                                              |
| 6                                                            | Phạm Hùng                                                    | - từ 1967 là Bí thư Trung ương Cục miền Nam                                                       | - Phó thủ tướng                                                   |                                                              |
| 7                                                            | Võ Nguyên Giáp                                               |                                                                                                   | - Phó thủ tướng - Bộ trưởng Bộ Quốc phòng                         |                                                              |
| 8                                                            | Nguyễn Chí Thanh                                             | - sau là Trưởng ban Công tác nông thôn Trung ương - từ năm 1963 là Bí thư Trung ương cục miền Nam | - Chủ nhiệm Tổng cục chính trị                                    | Mất năm 1967                                                 |
| 9                                                            | Nguyễn Duy Trinh                                             |                                                                                                   | - Phó thủ tướng, sau kiêm Bộ trưởng Bộ Ngoại giao                 |                                                              |
| 10                                                           | Lê Thanh Nghị                                                |                                                                                                   | - Phó thủ tướng                                                   |                                                              |
| 11                                                           | Hoàng Văn Hoan                                               |                                                                                                   | - Phó chủ tịch Ủy ban thường vụ Quốc hội                          |                                                              |
| 12                                                           | Văn Tiến Dũng                                                |                                                                                                   | - Tổng tham mưu trưởng                                            | Ủy viên dự khuyết Ủy viên chính thức từ tháng 3 năm 1972     |
| 13                                                           | Trần Quốc Hoàn                                               |                                                                                                   | - Bộ trưởng Bộ Công an                                            | Ủy viên dự khuyết Ủy viên chính thức từ tháng 6 năm 1972     |

### Đại hội Đảng lần thứ II
| Bộ Chính trị Ban Chấp hành Trung ương Đảng Cộng sản Việt Nam | Bộ Chính trị Ban Chấp hành Trung ương Đảng Cộng sản Việt Nam | Bộ Chính trị Ban Chấp hành Trung ương Đảng Cộng sản Việt Nam                                                                               | Bộ Chính trị Ban Chấp hành Trung ương Đảng Cộng sản Việt Nam | Bộ Chính trị Ban Chấp hành Trung ương Đảng Cộng sản Việt Nam |
| Đại hội II (1951)                                            | Đại hội II (1951)                                            | Đại hội II (1951) | Đại hội II (1951)                                            |                                                              |
| Thứ tự                                                       | Tên                                                          | Chức vụ Đảng và Nhà nước | Ghi chú                                                      |                                                              |
| ------------------------------------------------------------ | ------------------------------------------------------------ | --- | ------------------------------------------------------------ | ------------------------------------------------------------ |
| 1                                                            | Hồ Chí Minh                                                  | Chủ tịch Đảng (năm 1956 kiêm Tổng Bí thư), Chủ tịch nước                                                                                   |                                                              |                                                              |
| 2                                                            | Trường Chinh                                                 | Tổng bí thư (đến năm 1956), từ 1958 là Phó thủ tướng                                                                                       |                                                              |                                                              |
| 3                                                            | Lê Duẩn                                                      | Bí thư Xứ ủy Nam Bộ, sau Bí thư Trung ương cục miền Nam, năm 1957 phụ trách công việc hàng ngày của đảng, tương tự quyền Tổng Bí thư       |                                                              |                                                              |
| 4                                                            | Phạm Văn Đồng                                                | Phó thủ tướng, sau đó Thủ tướng Việt Nam, từ năm 1955, kiêm Bộ trưởng Bộ Ngoại giao                                                        |                                                              |                                                              |
| 5                                                            | Hoàng Quốc Việt                                              | Trưởng ban dân vận mặt trận | Đến năm 1956                                                 |                                                              |
| 6                                                            | Võ Nguyên Giáp                                               | Bộ trưởng Bộ Quốc phòng, sau kiêm Phó thủ tướng                                                                                            |                                                              |                                                              |
| 7                                                            | Nguyễn Chí Thanh                                             | Chủ nhiệm Tổng cục chính trị |                                                              |                                                              |
| 8                                                            | Lê Đức Thọ                                                   | Trưởng ban thống nhất Trung ương và Từ năm 1956 là Trưởng ban tổ chức TW                                                                   | Bầu bổ sung từ năm 1955                                      |                                                              |
| 9                                                            | Nguyễn Duy Trinh                                             | Chánh Văn phòng Trung ương Đảng, năm 1958 là Bộ trưởng Phủ Thủ tướng                                                                       | Bầu bổ sung từ năm 1956                                      |                                                              |
| 10                                                           | Lê Thanh Nghị                                                | Bộ trưởng Bộ Công nghiệp | Bầu bổ sung từ năm 1956                                      |                                                              |
| 11                                                           | Hoàng Văn Hoan                                               | Đại sứ Việt Nam tại Trung Quốc, đến năm 1957, sau phụ trách công tác Quốc hội, là Phó trưởng ban kiêm Tổng thư ký Ban thường trực Quốc hội | Bầu bổ sung từ năm 1956                                      |                                                              |
| 12                                                           | Phạm Hùng                                                    | Bộ trưởng Phủ thủ tướng, từ năm 1958 Phó thủ tướng, Trưởng ban thống nhất từ năm 1957                                                      | Bầu bổ sung từ năm 1956                                      |                                                              |
| 13                                                           | Lê Văn Lương                                                 | Trưởng ban tổ chức TW đến năm 1956 | Ủy viên dự khuyết đến năm 1956                               |                                                              |

### Đại hội Đảng lần thứ I

#### Ban Thường vụ Trung ương Đảng sau Cách mạng tháng 8
| Ban Thường vụ Trung ương Đảng Cộng sản Việt Nam | Ban Thường vụ Trung ương Đảng Cộng sản Việt Nam | Ban Thường vụ Trung ương Đảng Cộng sản Việt Nam                   | Ban Thường vụ Trung ương Đảng Cộng sản Việt Nam                 | Ban Thường vụ Trung ương Đảng Cộng sản Việt Nam |
| Sau Cách mạng Tháng Tám (1945)                  | Sau Cách mạng Tháng Tám (1945)                  | Sau Cách mạng Tháng Tám (1945)                                    | Sau Cách mạng Tháng Tám (1945)                                  | Sau Cách mạng Tháng Tám (1945)                  |
| Thứ tự                                          | Tên                                             | Chức vụ Đảng                                                      | Chức vụ Nhà nước                                                | Ghi chú                                         |
| ----------------------------------------------- | ----------------------------------------------- | ----------------------------------------------------------------- | --------------------------------------------------------------- | ----------------------------------------------- |
| 1                                               | Hồ Chí Minh                                     |                                                                   | - Chủ tịch nước - Thủ tướng Chính phủ - Bộ trưởng Bộ Ngoại giao | Ủy viên trung ương từ năm 1941                  |
| 2                                               | Trường Chinh                                    | - Tổng Bí thư                                                     |                                                                 |                                                 |
| 3                                               | Võ Nguyên Giáp                                  |                                                                   | - Bộ trưởng Bộ Nội vụ rồi Bộ trưởng Bộ Quốc phòng               |                                                 |
| 4                                               | Hoàng Quốc Việt                                 | - Chủ nhiệm Tổng bộ Việt Minh                                     |                                                                 |                                                 |
| 5                                               | Lê Đức Thọ                                      | - phụ trách công tác tổ chức Đảng, sau là Phó bí thư Xứ ủy Nam Bộ |                                                                 | vào Nam năm 1948 thôi ủy viên thường vụ TW      |
| 6                                               | Nguyễn Lương Bằng                               | - Trưởng ban Tài chính - kinh tế Trung ương                       |                                                                 | bổ sung sau khi Lê Đức Thọ vào Nam              |

#### Hội nghị Trung ương lần thứ 8
| Ban Thường vụ Trung ương Đảng Cộng sản Việt Nam | Ban Thường vụ Trung ương Đảng Cộng sản Việt Nam | Ban Thường vụ Trung ương Đảng Cộng sản Việt Nam  | Ban Thường vụ Trung ương Đảng Cộng sản Việt Nam |
| Hội nghị 8 (1941)                               | Hội nghị 8 (1941)                               | Hội nghị 8 (1941)                                | Hội nghị 8 (1941)                               |
| Thứ tự                                          | Tên                                             | Chức vụ Đảng                                     | Ghi chú                                         |
| ----------------------------------------------- | ----------------------------------------------- | ------------------------------------------------ | ----------------------------------------------- |
| 1                                               | Trường Chinh                                    | Tổng bí thư, Trưởng ban tuyên huấn Trung ương    |                                                 |
| 2                                               | Hoàng Văn Thụ                                   | đặc trách công tác mặt trận và binh vận của Đảng | Hi sinh năm 1944                                |
| 3                                               | Hoàng Quốc Việt                                 | Phụ trách dân vận, mặt trận                      |                                                 |

## Chế độ đãi ngộ

### Y tế
Các chức danh ủy viên Bộ Chính trị, Bí thư Trung ương Đảng, ủy viên Trung ương Đảng, Bí thư Tỉnh ủy, Thành ủy trực thuộc trung ương, Trưởng các đoàn thể ở Trung ương, Phó Trưởng ban của Đảng ở Trung ương, Phó chủ nhiệm Ủy ban Quốc hội, Phó Chủ tịch Hội đồng Dân tộc, Thứ trưởng và các chức danh tương đương cấp Nhà nước... khi ốm đau hoặc sức khoẻ bị giảm sút nhiều được khám, chữa bệnh, nằm điều trị ở bệnh viện Trung ương, hoặc điều trị tại nước ngoài nơi an dưỡng và được hưởng các chế độ ăn uống, bồi dưỡng, thuốc men đặc biệt do Ban Tổ chức Trung ương quyết định. Các khoản chi về viện phí, phụ cấp do ngân sách nhà nước chi trả.
Các Ủy viên Trung ương Đảng và các chức danh tương đương thường trú tại địa phương sẽ do Ban Tổ chức tại địa phương phụ trách.
Ban Tổ chức Trung ương có trách nhiệm phối hợp cùng các bệnh viện Trung ương theo dõi sức khỏe các cán bộ Nhà nước.

### Nhà ở công vụ
Ủy viên Bộ Chính trị được bố trí sử dụng biệt thự loại A có diện tích đất từ 450 – 500 m², diện tích sử dụng là 300 – 350 m².

### Xe công
Các Ủy viên Bộ Chính trị được sử dụng thường xuyên một xe ô tô trong thời gian công tác.
Căn cứ tình hình thực tế tại từng thời điểm, Thủ tướng Chính phủ quyết định chủng loại xe trang bị cho Ủy viên Bộ Chính trị này theo đề nghị của Bộ Tài chính. Xe ô tô trang bị cho các chức danh trên được thay thế theo yêu cầu công tác.
Trị giá xe công của Ủy viên Bộ Chính trị phù hợp với thị trường tại thời điểm mua sắm.

### Tiền lương
Theo quy định Nhà nước, hệ số tiền lương áp dụng cho ủy viên Bộ Chính trị từ 11,1 đến 11,7 (năm 2020 là 16.539.000 đến 17.433.000 đồng), chỉ sau lương Tổng Bí thư, Chủ tịch nước, Chủ tịch Quốc hội, Thủ tướng Chính phủ, Thường trực Ban Bí thư, tương đương lương của Chủ tịch Mặt trận Tổ quốc và Phó chủ tịch nước.